# Bogotá
Bogotá (pronunciado localmente: [boɣo'ta]), anteriormente conhecida como Santa Fé de Bogotá, é a capital e maior cidade da Colômbia. Ela é administrada como o Distrito Capital, embora muitas vezes seja considerada parte de Cundinamarca. Bogotá é uma entidade territorial de primeira ordem, com o mesmo estatuto administrativo que os departamentos colombianos. É o centro político, econômico, administrativo, industrial, artístico, cultural e esportivo do país.
Bogotá foi fundada como a capital do Novo Reino de Granada em 6 de agosto de 1538 pelo conquistador espanhol Gonzalo Jiménez de Quesada após uma difícil expedição nos Andes conquistar os muísca, os habitantes nativos da região que chamavam o local onde Bogotá foi fundada de Bacatá. Após a Batalha de Boyacá em 7 de agosto de 1819, a cidade tornou-se a capital da nação independente da Grã-Colômbia. Desde a independência do Vice-Reino da Nova Granada do Império Espanhol e durante a formação da Colômbia atual, Bogotá permaneceu a capital deste território. A cidade está localizada no centro do país, num planalto conhecido como a Savana de Bogotá, parte do Planalto Cundiboyacense, localizado na Cordilheira Oriental dos Andes. É a terceira capital mais alta da América do Sul (depois de Quito e Sucre), com uma média de 2 640 metros acima do nível do mar. Está subdividida em 20 localidades em uma área de 1 587 quilômetros quadrados e um clima relativamente frio constante ao longo do ano.
Bogotá é sede das sedes do Poder Executivo (Escritório do Presidente), do Poder Legislativo (Congresso da Colômbia) e do Poder Judiciário (Supremo Tribunal de Justiça, Tribunal Constitucional, Conselho de Estado e Conselho Superior de Judicatura) do governo colombiano. Bogotá destaca-se pela sua força econômica e maturidade financeira, por sua atratividade para empresas globais e pela qualidade do capital humano. É o coração financeiro e comercial do país, com a maior atividade comercial de qualquer cidade colombiana. A capital hospeda o principal mercado financeiro da Colômbia e da região natural dos Andes e é o principal destino de novos projetos de investimento direto estrangeiro. Tem o PIB nominal mais alto do país, contribuindo mais para o total nacional (24,7%) e é a sétima maior cidade por tamanho do PIB na América Latina (cerca 159,850 milhões de dólares).
O aeroporto da cidade, o Aeroporto Internacional El Dorado, homenageado com o mítico El Dorado, lida com o maior volume de carga na América Latina e é o terceiro em número de passageiros. Bogotá é o lar do maior número de universidades e centros de pesquisa do país e é um importante centro cultural, com muitos teatros, bibliotecas e museus, dos quais o Museu do Ouro é o mais importante. A cidade ocupa o 52º lugar no Global Cities Index 2014 e é considerada uma cidade global "alfa -" pela Globalization and World Cities Research Network da Universidade de Loughborough.

## Toponímia
O nome "Bogotá" tem origem na palavra indígena "Bacatá", nome da capital da confederação do Zipa (o soberano muisca mais importante) na antiga civilização muisca, que significa "cercado além da lavoura" ou "território do cercado da fronteira". O cronista espanhol Juan de Castellanos afirmou que a voz original de Bacatá traduz "o final dos campos".
A área onde atualmente está a cidade recebia o nome de "Muequetá" ("campo ou savana da lavoura") e o chefe do povoado era chamado "Funza" ("varão poderoso"). Precisamente no território do atual município de Funza, subúrbio de Bogotá, e provavelmente em sua aldeia "El Cacique", se encontrava a sede da povoado de Bacatá, a cidade mais importante do povo chibcha, um dos grupos indígenas mais avançados que os espanhóis encontraram na sua chegada às Índias. O soberano Muisca recebia educação no atual município de Chía. Através da história, Bogotá e seus arredores foi conhecido com diferentes nomes. O nome original, em chibcha, do lugar onde os espanhóis fundariam a cidade era "Thybzacá" ou "Teusacá", do qual se derivou Teusaquillo.[carece de fontes?]
Em 1538, quando o conquistador Gonzalo Jiménez de Quesada fundou a cidade, foi dada o nome de Nuestra Señora de la Esperanza (Nossa Senhora da Esperança). Contudo, um ano mais tarde, em 1539, durante a fundação jurídica da cidade, o nome foi alterado para "Santafé" ou "Santa Fé". O nome Santafé de Bogotá (ou Santa Fé de Bogotá) não foi oficial durante a época colonial, porém, seu uso se tornou comum pela necessidade de distinguir esta Santafé de outras cidades com o mesmo nome, sendo Bogotá o nome indígena da região. Durante esta época se chamava Bogotá a atual povoação de Funza.
Depois da independência em 1819, Santafé recebeu novamente o nome indígena da antiga capital muisca: Bogotá (nome que na época possuía o atual município de Funza e que, devido a esta mudança, foi renomeada de tal forma). Na realidade, desde sempre seu nome oficial foi Santafé de Bogotá, porém, era comumente chamada apenas de Santafé para distingui-la da atual Funza. A constituição de 1991 indiretamente muda o nome da capital para Santafé de Bogotá. A polêmica gerada por esta mudança obriga que em 2000 se aprove uma reforma constitucional para suprimir as palavras «Santafé de», ficando a cidade novamente com o nome de Bogotá.

## História

### Período pré-colombiano
Desde 10 500 a. C., grupos humanos habitavam a região com atividades de caça e coleta. Desde 3500 a. C., já se registram atividades hortícolas e a domesticação de porquinho-da-índia por grupos que ainda dependiam da caça e coleta. A partir de 500 a. C., já estava muito difundido o cultivo do milho, feijão e batata. As características da cerâmica têm caracterizado a Cultura Herrera, evidenciada por vários sítios arqueológicos com conotações desde 400 AC. C. e pelo menos até 800 ou 1000 da era atual. Se estima que aproximadamente desde o ano 800 da era atual, os muiscas (povo indígena mais importante da família Chibcha) habitavam a região, como resultado de uma migração de origem chibcha, procedente de outro território (provavelmente vindos da América Central), que haviam se misturado com a população anterior..
A cultura muisca carecia de escrita, por este motivo, os cronistas reconstruíram a história aborígene recolhendo informações através de relatos orais que remontam ao ano de 1470, quando Bogotá era governada pelo Zipa Saguamanchica. No topo da escala da organização social muísca estava o monarca  (Zipa), que dominava o território desde Chocontá e Ubaté até Tibacuy e integrava as chefias de Guatavita e Fusagasugá (sutagaos). Subordinados na hierarquia aos Zipas e a os mencionados psihipqua ou caciques ("príncipes"), estavam os zibyntyba, chamados pelos espanhóis de "capitães" dos zibyn ou sybyn (clãs matrilineares), e a estes, os utatyba ("capitanias menores"), líderes das uta (comunidades).
Acredita-se que antes da construção dos templos, os muiscas praticavam sacrifícios humanos de meninas ou de capturados na guerra ou comprados de outras tribos. Contudo, não existem evidências sólidas ou comprováveis disto. Também criaram um calendário de grande precisão e uma complexa estrutura jurídica, conhecida com o nome de Código de Nemequene. Por outra lado, as edificações muiscas eram construídas com materiais perecíveis que as impediram de manter-se em pé após a chegada dos conquistadores europeus.
Vale a pena destacar que ainda é possível identificar as características amerindia na população Bogotana, pois 78,1% dos habitantes de Bogotá são descendentes de uma mulher indígena. Porém, dado o predomínio da ascendencia paterna europeia desde o a colonização, e devido a forte migração que Bogotá recebe de todo o país, o fenótipo do bogotano tem mudado, podendo-se encontrar pessoas com grande variedade de tonalidades de pele, cabelo e olhos, o que a converte em uma cidade multiétnica.

### Período colonial

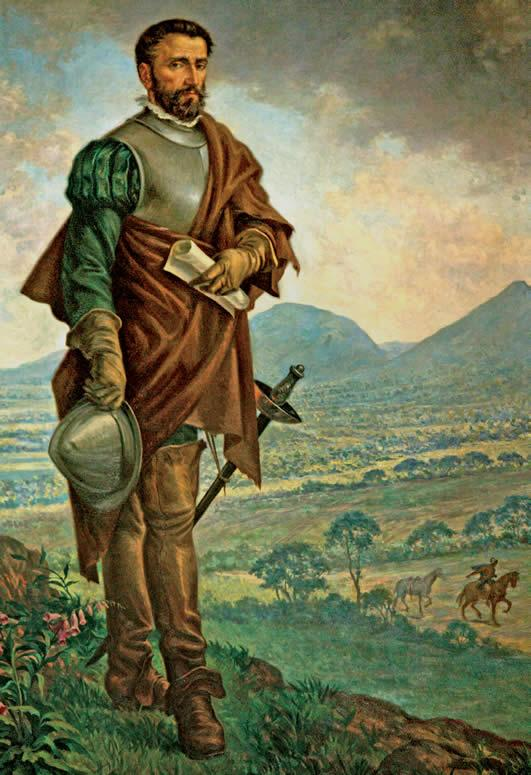
Gonzalo Jiménez de Quesada, o fundador da cidade.

A cidade foi fundada de facto em 6 de agosto de 1538 pelo conquistador espanhol Gonzalo Jiménez de Quesada, que combateu com os índios muiscas, em Teusacá (Thybzaca), sitio de recreação do Zipa de Bacatá, no sopé da colina de Monserrate.Inicialmente foi chamada Nossa Senhora da Esperança, mas na fundação jurídica, em 22 de abril de 1539 foi chamada Santafé de Bogotá.
Nesta localidade, fez a construção de doze chozas (um tipo de construção de madeira ou pedra, que era usada como moradia, principalmente por pastores), em honra aos apóstolos, e uma igreja em um sítio chamado Teusaca. Em 1538 foi realizada a fundação jurídica.
Bacatá, origem do nome da atual da cidade, também era a capital dos índios Muiscas, e significa "cercado fora da lavoura". A Savana de Bogotá recebia o apelido de Muequetá ("campo ou savana da lavoura"). Em Funza ("varão poderoso"), precisamente no território do atual município de Funza, vizinho de Bogotá, e provavelmente na localidade chamada "El Cacique" se encontrava a cabeceira do povoado de Bacatá.
Nesta nova cidade estabeleceu uma Real Audiência em 1549 e o Vice-Reino de Nova Granada em 1717. A cidade se rebelou contra o domínio do governo colonial da Espanha, em 20 de julho de 1810, mas o processo de independência só se completaria nove anos depois. Em 1819, o Exército Libertador liderado por Simón Bolívar assumiu o controle da cidade, e a designaram como a capital da Grã-Colômbia (atualmente Colômbia, Equador, Panamá e Venezuela). Foi também a capital da República de Nova Granada (atual Colômbia), quando a Grã-Colômbia foi dissolvida em 1830.

## Geografia

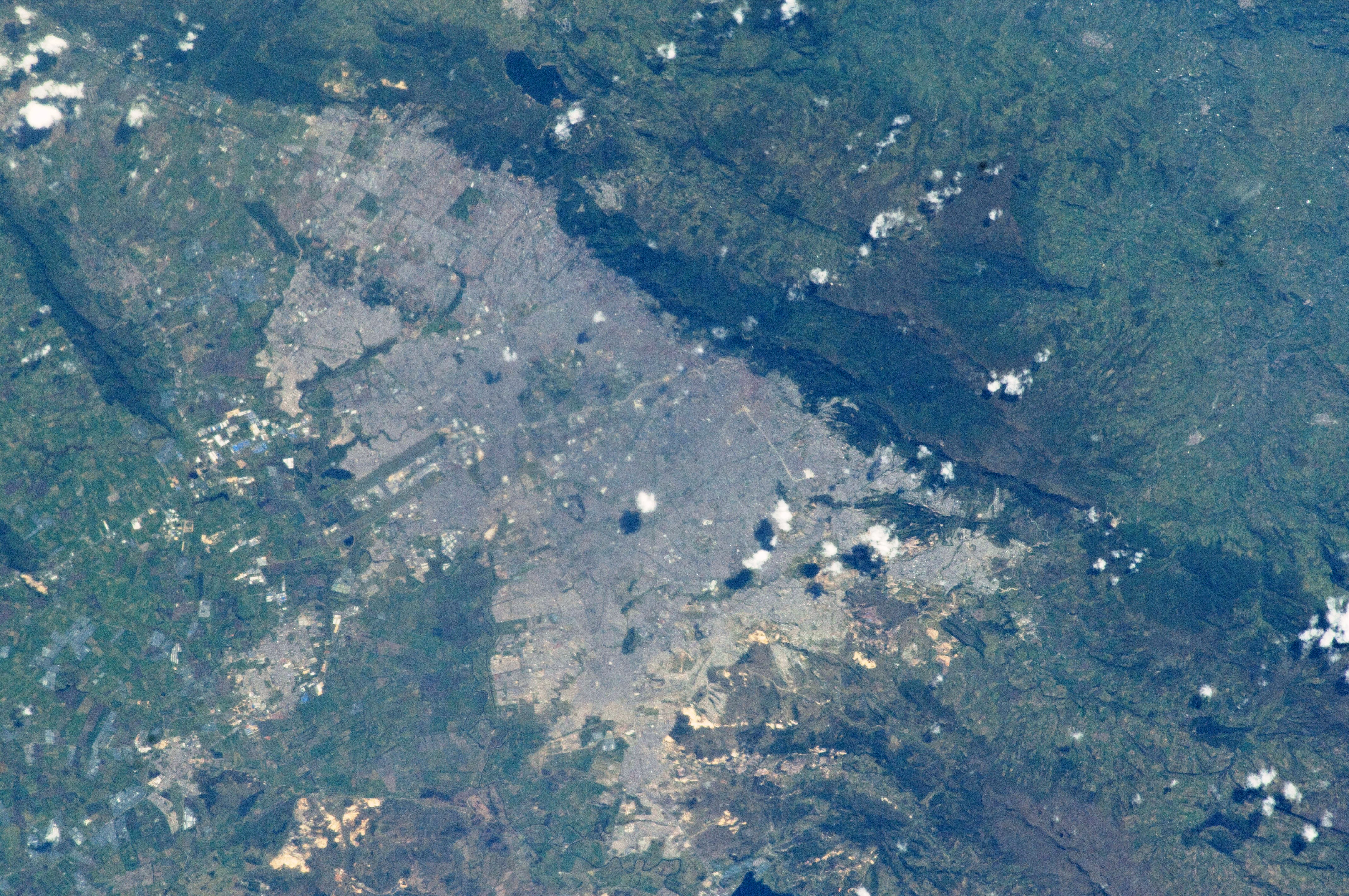
Imagem de satélite de Bogotá.

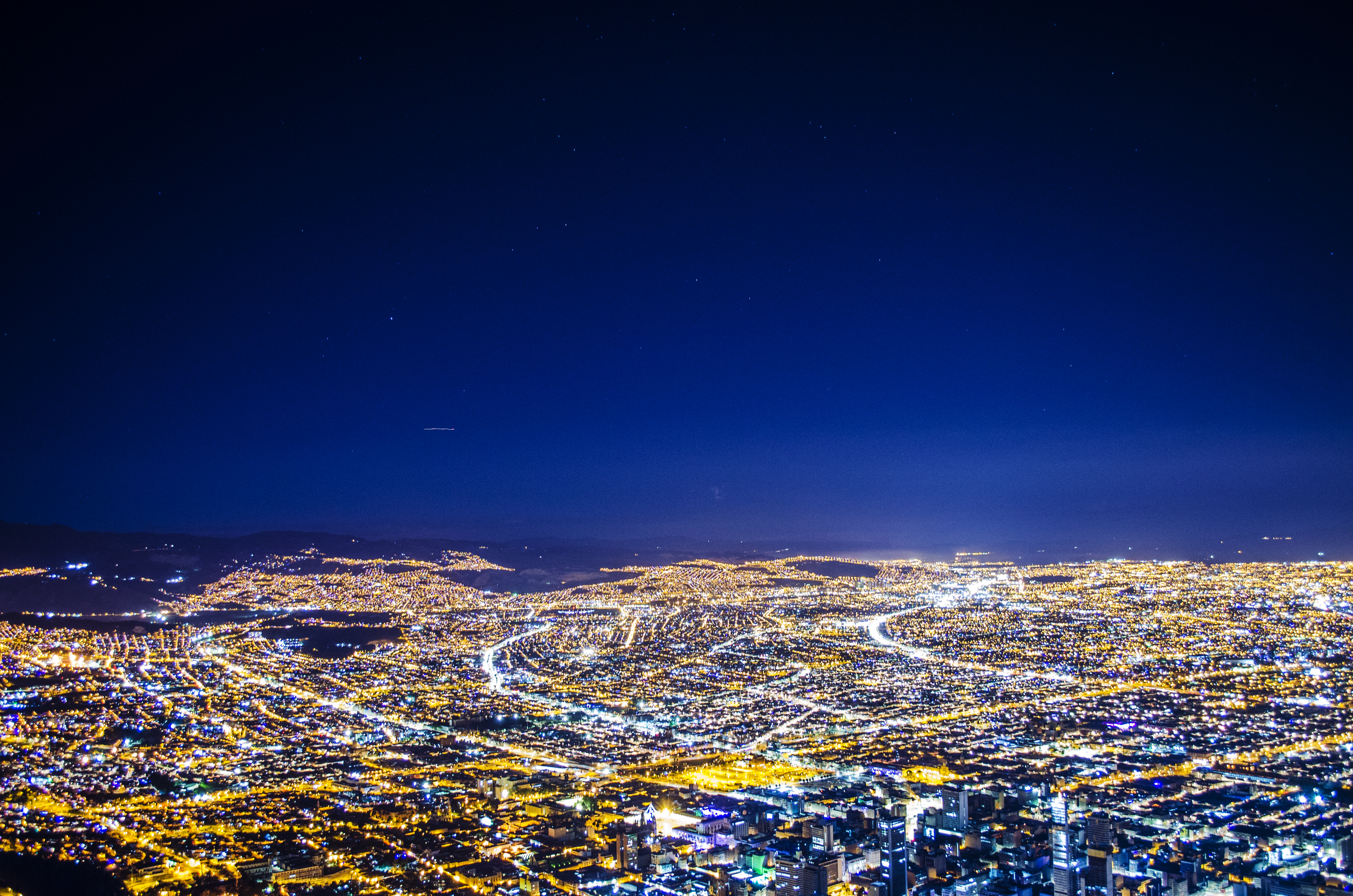
Panorama da cidade à noite.

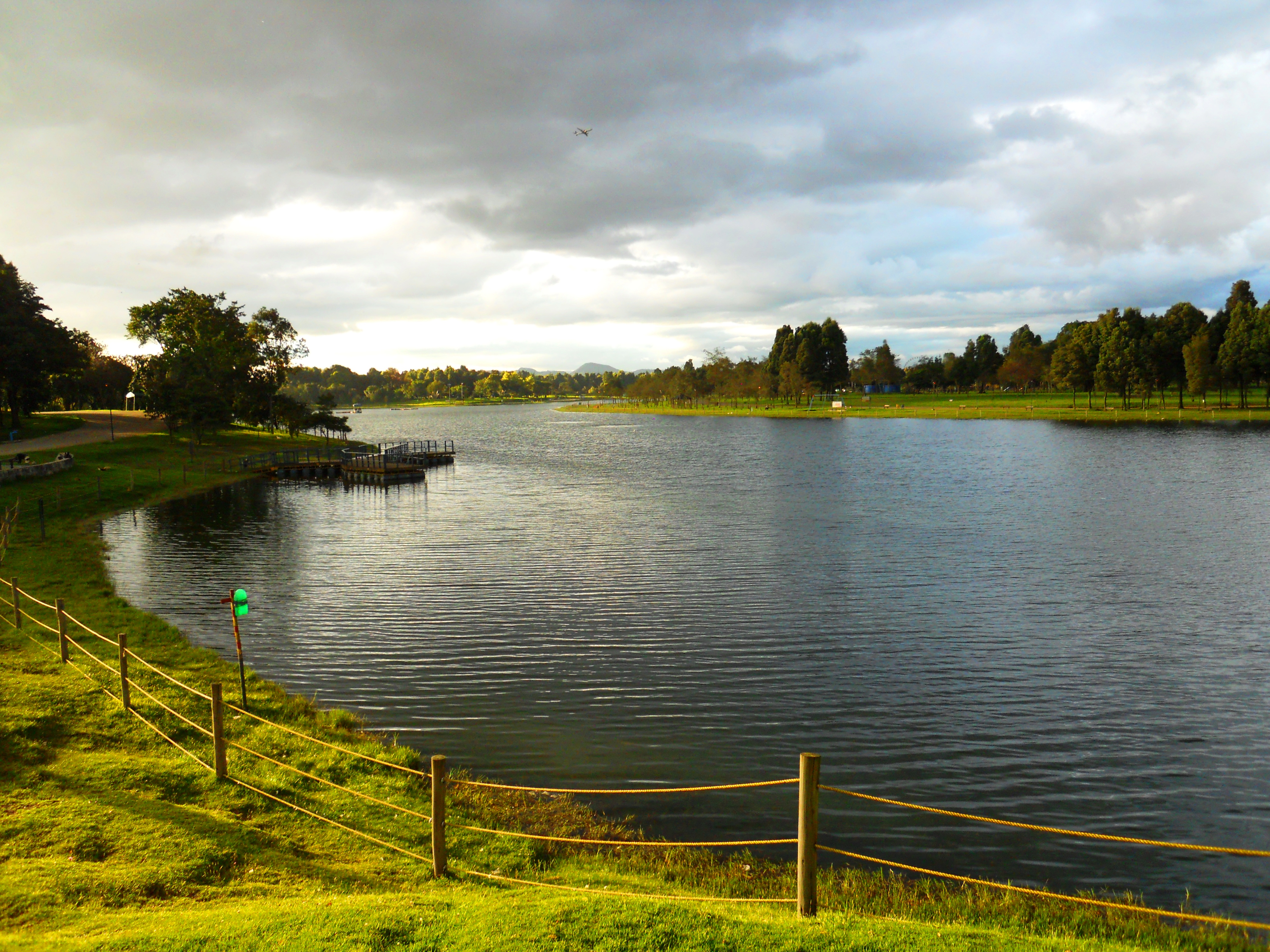
Lago do Parque Simón Bolívar.

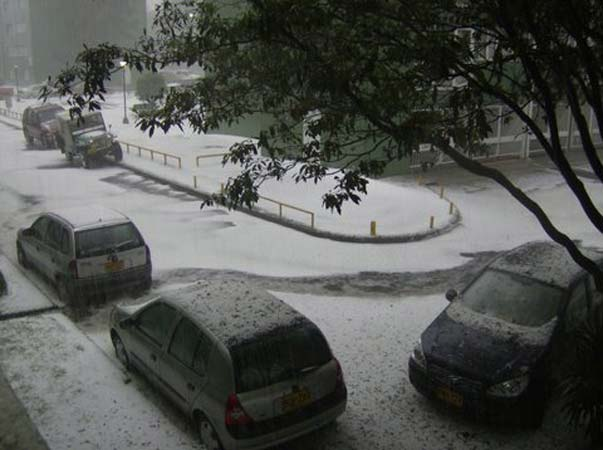
Granizo em Bogotá.

A cidade situa-se na Savana de Bogotá, sobre o altiplano cundiboyacense na Cordilheira Oriental dos Andes, à altitude de 2 640 metros. O Distrito Capital possui uma área de 1 635,75 km², sendo que a cidade ocupa 384,40 km². A região metropolitana que abrange, além do distrito capital, 17 municípios do departamento de Cundinamarca, ocupa uma área total de 3 642 km². O local onde a cidade foi construída antigamente era ocupado por um lago. A região onde está situada a cidade, que corresponde a placa tectónica sul-americana, apresenta uma importante atividade sísmica, que se evidencia com os terremotos que tem sofrido durante sua história, registrados em 1785, 1827, 1917 e 1948. Estes dois últimos, somados a vários incêndios, destruíram grande parte da zona colonial da antiga Santa Fé.[carece de fontes?]
Os limites de Bogotá são: ao norte o município de Chía; a leste os cerros orientais e os municípios de La Calera, Choachí, Ubaqué, Chipaqué, Une e Gutiérrez; ao sul com os departamentos de Huila e Meta, e a oeste com o río Bogotá e os municípios de Cabrera, Venecia, San Bernardo, Arbeláez, Pasca, Soachá, Mosquera, Funza e Cota. Está delimitada por um sistema montanhoso em que se destacam os cerros (colinas) de Cerro de Monserrate (3 152 m de altura) e o  Guadalupe (3 250 msnm de altura) a oeste da cidade. Encontra-se comunicada com o cerro de Monserrate através dos serviços teleférico e funicular.[carece de fontes?]
O rio mais extenso é o rio Bogotá, que há várias décadas apresenta altos níveis de contaminação, e onde o governo da  cidade tem liderado vários projetos de descontaminação. Outros rios importantes na cidade que deságuam no rio Bogotá são o rio Tunjuelo, que corre pelo sul da cidade, rio Fucha e o rio Juan Amarillo (Salitre), que forma o paul Tibabuyes, a maior zona úmida da cidade.

### Áreas verdes
Bogotá, se caracteriza por possuir um amplo sistema de parques que se integram entre si por um conjunto de corredores para pedestres e ciclovias. Estes são combinados em harmonia com as praças, pracinhas, zonas úmidas e alamedas para dar um carácter emblemático à cidade. O Distrito de Bogotá possui registrado mais de mil parques urbanos. Este sistema de parques por definição do distrito formam um conjunto de áreas verdes, parques urbanos, áreas protegidas e áreas de manejo especial.
O Parque Metropolitano Simón Bolívar é o mais importante da cidade uma vez que é o maior em extensão com cerca de 400 hectares constituindo-se no "pulmão da cidade". Além disso, conta com a maior variedade e quantidade de facilidades e atrativos. Se incluem lugares de interesse desportivo como o "Palacio de los Deportes", recreativo como o "Museo de los Niños", pedagógico como a "Biblioteca Virgilio Barco", ambiental como "Jardim Botânico José Celestino Mutis" e turístico como a "Plaza de los Artesanos" (praça dos artesãos) com suas feiras artesanais.
Em 17 de maio de 2000, o Ministério do Meio Ambiente ordenou a declaração da Reserva Florestal Regional do Norte de Bogotá. Finalmente no ano 2011 foi regulamentada a Reserva Natural Thomas van der Hammen, com área de  1.395 hectares. A proteção ambiental tem o objetivo de criar uma floresta urbana que conecte o rio Bogotá às colinas orientais de Bogotá, para preservar os mananciais subterrâneos, melhorar a qualidade do ar e proteger a diversidade e as atividades das espécies animais que ali existe. É também uma reserva agrícola, 36% da área da reserva são solos da mais alta qualidade para a produção de alimentos para a cidade.

### Clima
A cidade possui subtropical de altitude (Cfb), na fronteira com um mediterrânico de verão fresco (Csb), de acordo com a classificação climática de Köppen-Geiger devido a sua altitude (afetado principalmente pela nebulosidade), que oscila entre os 7 °C e os 19 °C, com uma temperatura média em torno de 14 °C. Apesar da média precipitação anual, a umidade relativa do ar é alta por estar numa região equatorial e por ali receber umidade vinda dos Ventos Alíseos, e esse clima se modifica em detrimento de sua extrema elevação sobre a cordilheira dos Andes, com temperaturas praticamente constantes ao longo do ano dando à Bogotá um ar primaveril. Sem verões tépidos e invernos super rigorosos. As épocas mais secas são entre dezembro-março e junho-julho, e as mais chuvosas entre abril-maio e setembro-novembro, sendo o clima fortemente influenciado pelos fenômenos da La Niña e El Niño.
| Dados climatológicos para Bogotá (Observatório Meteorológico Nacional, 1971–2000) | Dados climatológicos para Bogotá (Observatório Meteorológico Nacional, 1971–2000) | Dados climatológicos para Bogotá (Observatório Meteorológico Nacional, 1971–2000) | Dados climatológicos para Bogotá (Observatório Meteorológico Nacional, 1971–2000) | Dados climatológicos para Bogotá (Observatório Meteorológico Nacional, 1971–2000) | Dados climatológicos para Bogotá (Observatório Meteorológico Nacional, 1971–2000) | Dados climatológicos para Bogotá (Observatório Meteorológico Nacional, 1971–2000) | Dados climatológicos para Bogotá (Observatório Meteorológico Nacional, 1971–2000) | Dados climatológicos para Bogotá (Observatório Meteorológico Nacional, 1971–2000) | Dados climatológicos para Bogotá (Observatório Meteorológico Nacional, 1971–2000) | Dados climatológicos para Bogotá (Observatório Meteorológico Nacional, 1971–2000) | Dados climatológicos para Bogotá (Observatório Meteorológico Nacional, 1971–2000) | Dados climatológicos para Bogotá (Observatório Meteorológico Nacional, 1971–2000) | Dados climatológicos para Bogotá (Observatório Meteorológico Nacional, 1971–2000) |
| Mês                                                                               | Jan                                                                               | Fev                                                                               | Mar                                                                               | Abr                                                                               | Mai                                                                               | Jun                                                                               | Jul                                                                               | Ago                                                                               | Set                                                                               | Out                                                                               | Nov                                                                               | Dez                                                                               | Ano                                                                               |
| --------------------------------------------------------------------------------- | --------------------------------------------------------------------------------- | --------------------------------------------------------------------------------- | --------------------------------------------------------------------------------- | --------------------------------------------------------------------------------- | --------------------------------------------------------------------------------- | --------------------------------------------------------------------------------- | --------------------------------------------------------------------------------- | --------------------------------------------------------------------------------- | --------------------------------------------------------------------------------- | --------------------------------------------------------------------------------- | --------------------------------------------------------------------------------- | --------------------------------------------------------------------------------- | --------------------------------------------------------------------------------- |
| Temperatura máxima recorde (°C)                                                   | 26,4                                                                              | 25,2                                                                              | 26,6                                                                              | 24,4                                                                              | 25                                                                                | 28,6                                                                              | 25                                                                                | 23,3                                                                              | 26                                                                                | 25,1                                                                              | 25,6                                                                              | 24,4                                                                              | 28,6                                                                              |
| Temperatura máxima média (°C)                                                     | 20,2                                                                              | 20,3                                                                              | 19,4                                                                              | 20,1                                                                              | 19                                                                                | 19,2                                                                              | 18,6                                                                              | 18,8                                                                              | 19,2                                                                              | 19,5                                                                              | 19,6                                                                              | 19,9                                                                              | 19,6                                                                              |
| Temperatura média (°C)                                                            | 14,3                                                                              | 14,5                                                                              | 14,9                                                                              | 14,9                                                                              | 15                                                                                | 14,5                                                                              | 14,6                                                                              | 14,1                                                                              | 14,3                                                                              | 14,3                                                                              | 14,4                                                                              | 14,6                                                                              | 14,4                                                                              |
| Temperatura mínima média (°C)                                                     | 7,6                                                                               | 8,4                                                                               | 9,5                                                                               | 9,7                                                                               | 9,7                                                                               | 9,5                                                                               | 9,2                                                                               | 8,9                                                                               | 8,7                                                                               | 9                                                                                 | 9,2                                                                               | 8                                                                                 | 9                                                                                 |
| Temperatura mínima recorde (°C)                                                   | −1,5                                                                              | −5,2                                                                              | −0,4                                                                              | 0,2                                                                               | 0,2                                                                               | 1,1                                                                               | 0,4                                                                               | 0,4                                                                               | 0,3                                                                               | 1,8                                                                               | 0,5                                                                               | −1,1                                                                              | −5,2                                                                              |
| Precipitação (mm)                                                                 | 50                                                                                | 68                                                                                | 91                                                                                | 135                                                                               | 120                                                                               | 54                                                                                | 35                                                                                | 45                                                                                | 70                                                                                | 137                                                                               | 127                                                                               | 81                                                                                | 1 012                                                                             |
| Dias com precipitação (1 mm)                                                      | 9                                                                                 | 12                                                                                | 14                                                                                | 18                                                                                | 19                                                                                | 17                                                                                | 15                                                                                | 14                                                                                | 16                                                                                | 21                                                                                | 16                                                                                | 11                                                                                | 181                                                                               |
| Umidade relativa (%)                                                              | 75                                                                                | 76                                                                                | 75                                                                                | 77                                                                                | 77                                                                                | 75                                                                                | 74                                                                                | 74                                                                                | 75                                                                                | 76                                                                                | 77                                                                                | 76                                                                                | 76                                                                                |
| Insolação (h)                                                                     | 156                                                                               | 128                                                                               | 107                                                                               | 88                                                                                | 83                                                                                | 94                                                                                | 114                                                                               | 117                                                                               | 109                                                                               | 96                                                                                | 103                                                                               | 138                                                                               | 1 328                                                                             |
| Fonte: Instituto de Hidrología, Meteorología y Estudios Ambientales (IDEAM)       |                                                                                   |                                                                                   |                                                                                   |                                                                                   |                                                                                   |                                                                                   |                                                                                   |                                                                                   |                                                                                   |                                                                                   |                                                                                   |                                                                                   |                                                                                   |

## Demografia
Bogotá possui população total de 6 840 116 habitantes, sendo 6 824 510 na área urbana e 15 606 na área rural (censo em 30 de junho de 2005). A Região Metropolitana de Bogotá, que abrange além do Distrito Capital, 17 municípios do departamento de Cundinamarca, possui 7 961 254 habitantes, sendo 7 770 834 na área urbana e 190 420 área rural. Segundo projeções do DANE para 30 de junho de 2009, a população de Bogotá é de 7 259 597 habitantes (7 243 698 urbana e 15 899 rural) e da região metropolitana de 8 493 675 habitantes (8 293 968 urbana e 199 707 rural). 47,8% dapopulação do distrito são homens e 52,2% mulheres. A cidade conta com a menor taxa de analfabetismo do país com apenas 4,6% da população maior de 5 anos de idade.
Os serviços públicos possuem uma alta cobertura, uma vez que 99,5% das habitações conta com serviço de energia elétrica, 98,7% possuem serviço de água encanada e 87,9% de serviço de comunicação telefônica. Não obstante, segundo a misión para el diseño de una estrategia para la reducción de la pobreza y la desigualdad (missão para o desenho de uma estratégia para a redução da pobreza e desigualdade), em 2005, a cidade apresentava 32,6% de pobres (pessoas que vivem com menos de US$ 2,00 ao dia).
Em Bogotá, igual ao resto do país, o processo de urbanização acelerado não se deve exclusivamente a industrialização, já que existem complexas razões políticas e sociais, como a pobreza e a violência, que têm motivado a migração do campo para a cidade durante o século XX, determinando um crescimento exponencial da população nas zonas urbanas e o estabelecimento de cinturões de miséria em seus arredores. Um exemplo dramático é a quantidade de deslocados que têm chegado a Bogotá, segundo a Consultoria para os Direitos Humanos (Codhes), no período 1999-2005, chegaram a Bogotá mais de 260 000 pessoas como resultado do deslocamento, aproximadamente 3,8% do total da população de Bogotá. As localidades onde se concentram a maioria da população deslocada são: Ciudad Bolívar, Kennedy, Bosa e Usme.[carece de fontes?]

### Religião

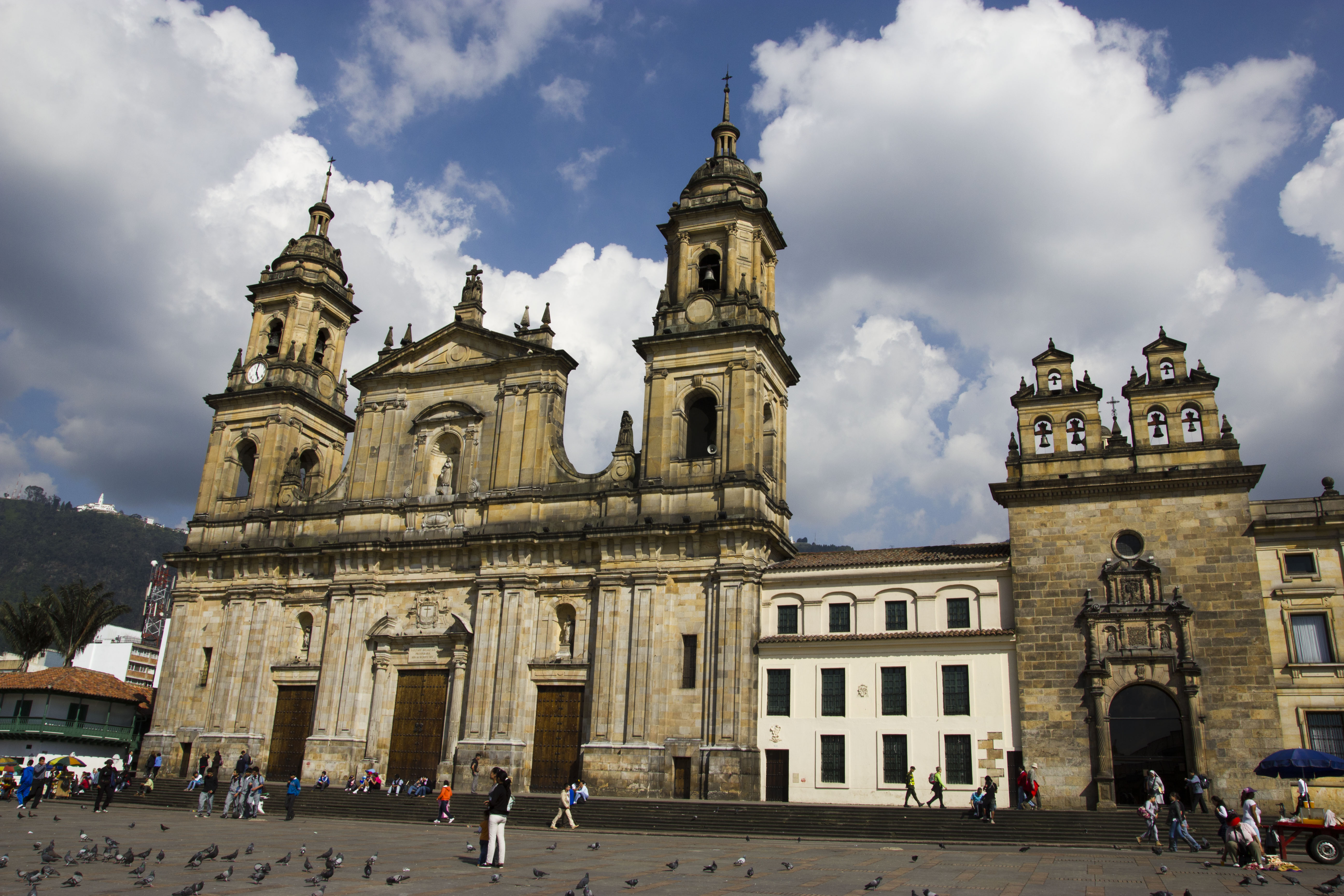
Catedral de Bogotá.

Como no resto da Colômbia, o valor da unidade familiar é muito importante na sociedade de Bogotá, que é especialmente notável em celebrações religiosas e momentos especiais do ano. Historicamente, a cidade (a partir de seus primeiros anos) teve uma tradição de ligação com o catolicismo romano, embora a Constituição de 1991, facilitou a presença dos movimentos protestantes e outros grupos religiosos na população.[carece de fontes?]
Exemplo desta tradição religiosa é o número de templos construídos no centro histórico da cidade, e os costumes a ela associados, como a atualização do Monserrate e montanhas Guadalupe, cujos picos são em igrejas católicas. A cidade também é sede da Arquidiocese de Bogotá, erigido em 11 de setembro de 1562 e mais tarde elevada à arquidiocese em 22 de março de 1564, a sua igreja paroquial é a Catedral da Colômbia.[carece de fontes?]
A cidade também tem uma mesquita muçulmana, situada na área de Chapinero, uma sinagoga judaica, localizado na Avenida Pepe Serra, uma igreja ortodoxa, localizado na Chapinero, um templo da Igreja de Jesus Cristo dos Santos Dos Últimos Dias também conhecido como mórmon, chamado de Templo de Bogotá, sendo este construído em 1984 e localizado na rua North Highway, quatro centros budistas localizados no norte da cidade e outros prédios de diferentes igrejas protestantes em diferentes partes da cidade.[carece de fontes?]

## Governo e política

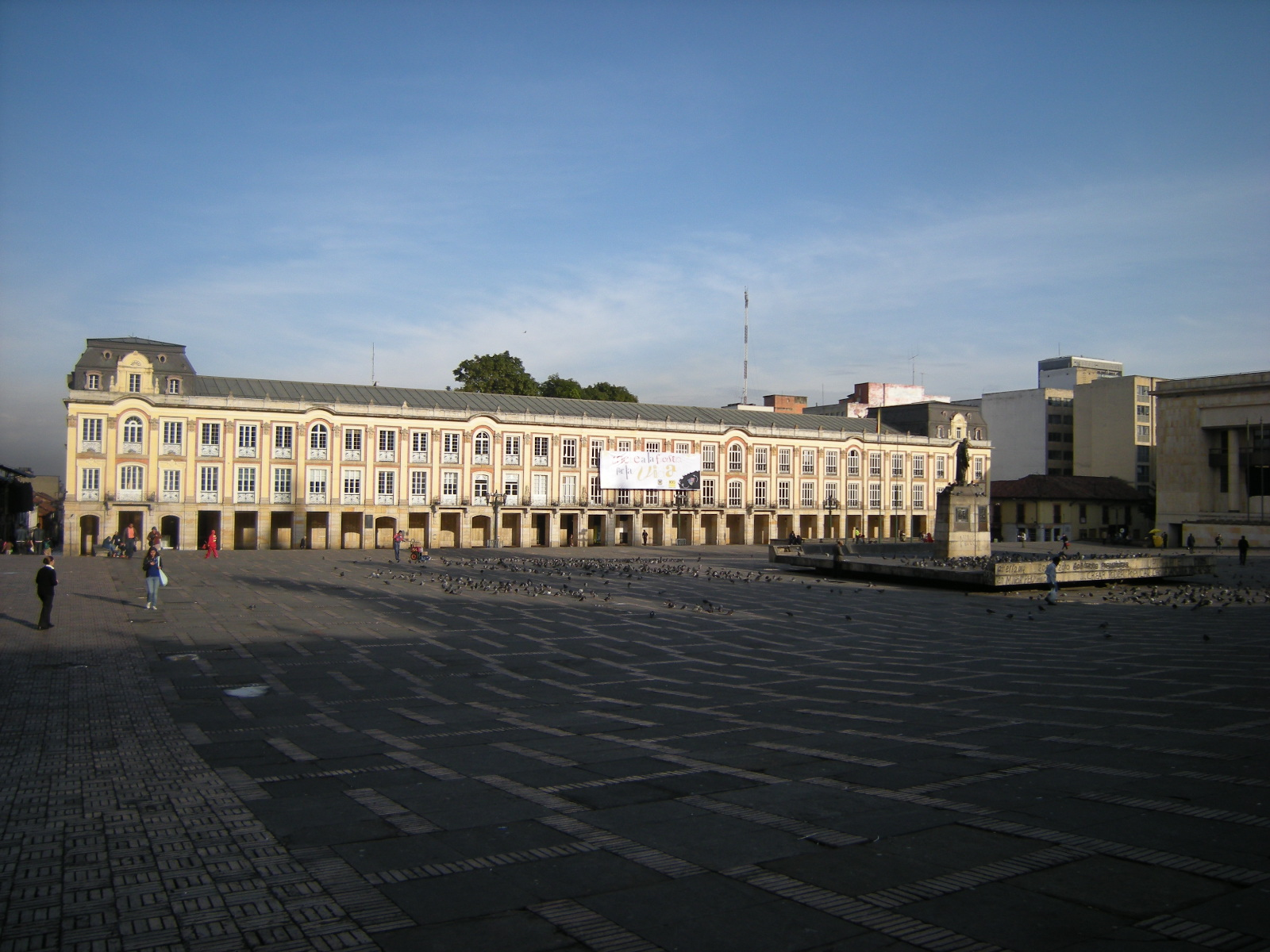
Sede da prefeitura da cidade.

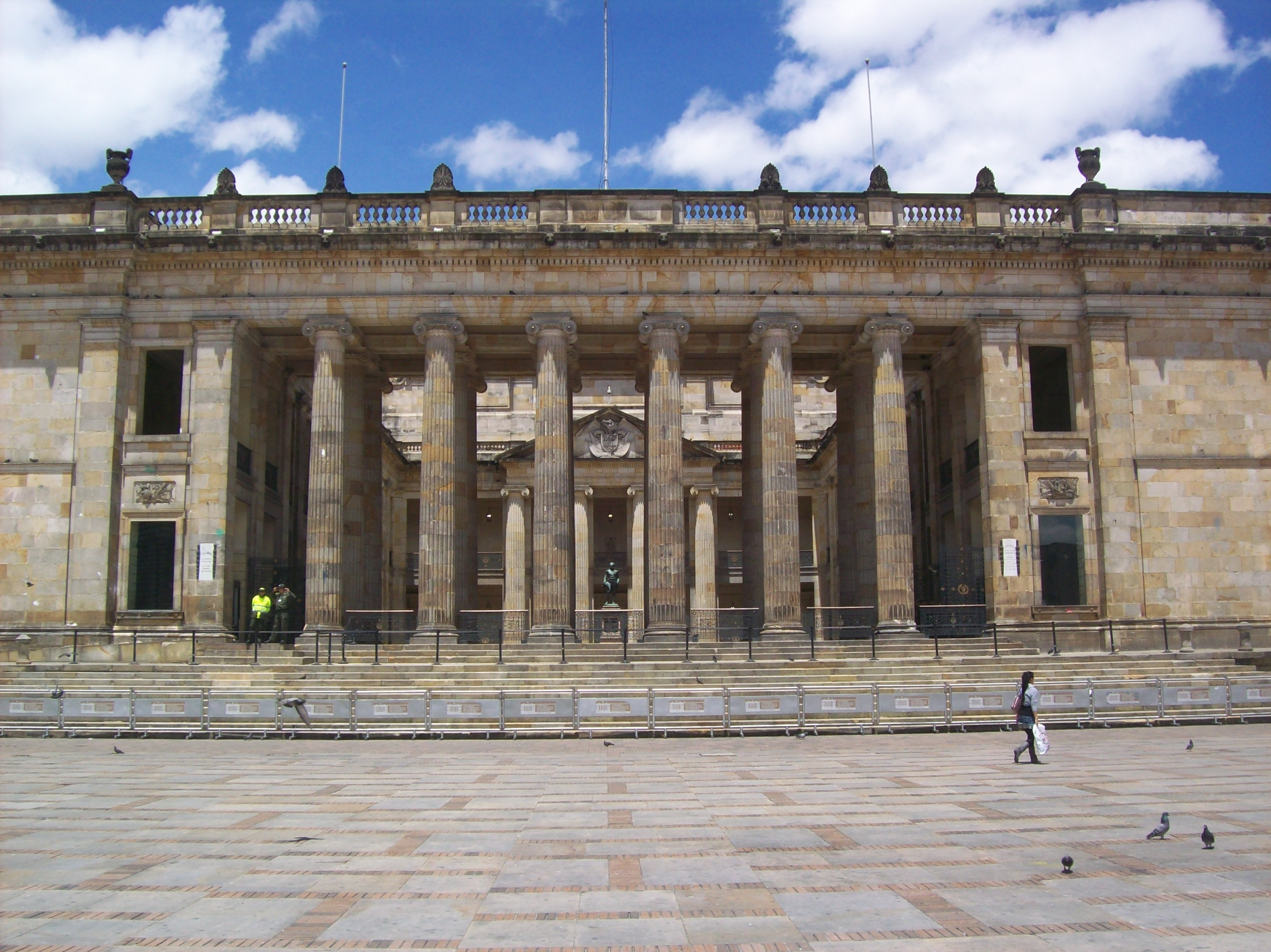
Congresso da Colômbia.

Em 1954, através do Decreto legislativo n° 3640, foi criado o Distrito Especial de Bogotá, onde foi anexado à capital os antigos municípios de Bosa, Engativá, Fontibon, Suba, Usme e Usaquén, atualmente localidades do Distrito Capital, com área total de 1635,75 km². Bogotá, localizada dentro departamento de Cundinamarca é capital do mesmo, se organiza como Distrito Capital de conformidade com o disposto no artículo n° 322 da Constituição Nacional: Bogotá, Capital de la República y del departamento de Cundinamarca, se organiza como Distrito Capital (Bogotá, Capital da República e do departamento de Cundinamarca, se organiza como Distrito Capital). A relação entre o Distrito Capital e o departamento de Cundinamarca é complexa, apesar do  primeiro ser capital do segundo, compartilham apenas os Tribunais de Justiça de Bogotá e Cundinamarca. Por outro lado, nem o governador nem a assembleia departamental possuem jurisdição sobre o Distrito nem não eleitos pelos bogotanos. Cabe ressaltar que a maioria dos bogotanos não se identificam como cundinamarqueses.
O "Alcalde Mayor" (em espanhol) equivalente a prefeito principal do Distrito Capital é o chefe do governo e da administração distrital, representando legal, judicial e extrajudicialmente o Distrito Capital. É considerado o segundo cargo mais importante do país, depois do Presidente da República. O cargo é eleito democraticamente por um período de quatro anos, o qual é exercido no período atual (de 2012 a 2016) por Gustavo Petro. Além disso, cada uma das 20 localidades do Distrito possuem um "Alcalde Local" (em espanhol), equivalente a prefeito local ou subprefeito, nomeado pelo Prefeito Maior do Distrito e sob a supervisão deste, que se encarrega de coordenar a ação administrativa do governo distrital na localidade.
O Concelho Distrital possui atribuições legislativas e é encarregado de exercer o controle político na administração distrital. É composto por 45 conselheiros representativos das vinte localidades, os quais são eleitos democraticamente a cada quatro anos; da mesma forma, conta com secretarias distritais (saúde, mobilidade, educação, entre outras) e um departamento que cuida do tema ambiental (Departamento Técnico Administrativo do Meio Ambiente - DAMA). O poder judiciário na cidade é formado pelo "Tribunal Superior de Bogotá", o qual é composto por 9 membros e dividido em três salas, cada uma composta com três conselheiros: "Sala de decisão de contravenções civis", "Sala de decisão de contravenções penais" e "Sala de decisão de contravenções administrativas, desenvolvimento urbanístico e espaço público".

### Cidades-irmãs
Bogotá é cidade-irmã de:
- Lahore, Paquistão
- Buenos Aires, Argentina[51]
- Lima, Peru[52]
- Caracas, Venezuela
- Havana, Cuba
- Madrid, Espanha[53]
- Quito, Ecuador
- Guayaquil, Equador
- Cidade do México, México
- Brasília, Brasil
- Porto Alegre,Brasil
- São Paulo, Brasil
- Santiago, Chile
- Damasco, Síria
- Miami, Estados Unidos[54]
- Milão, Itália
- Londres, Reino Unido
- Turim, Itália
- Santo Domingo, República Dominicana
- Seul, Coreia do Sul
- Beirute, Líbano
- Chicago, Estados Unidos[55]
- Timana, Colômbia[56]

### Divisões administrativas

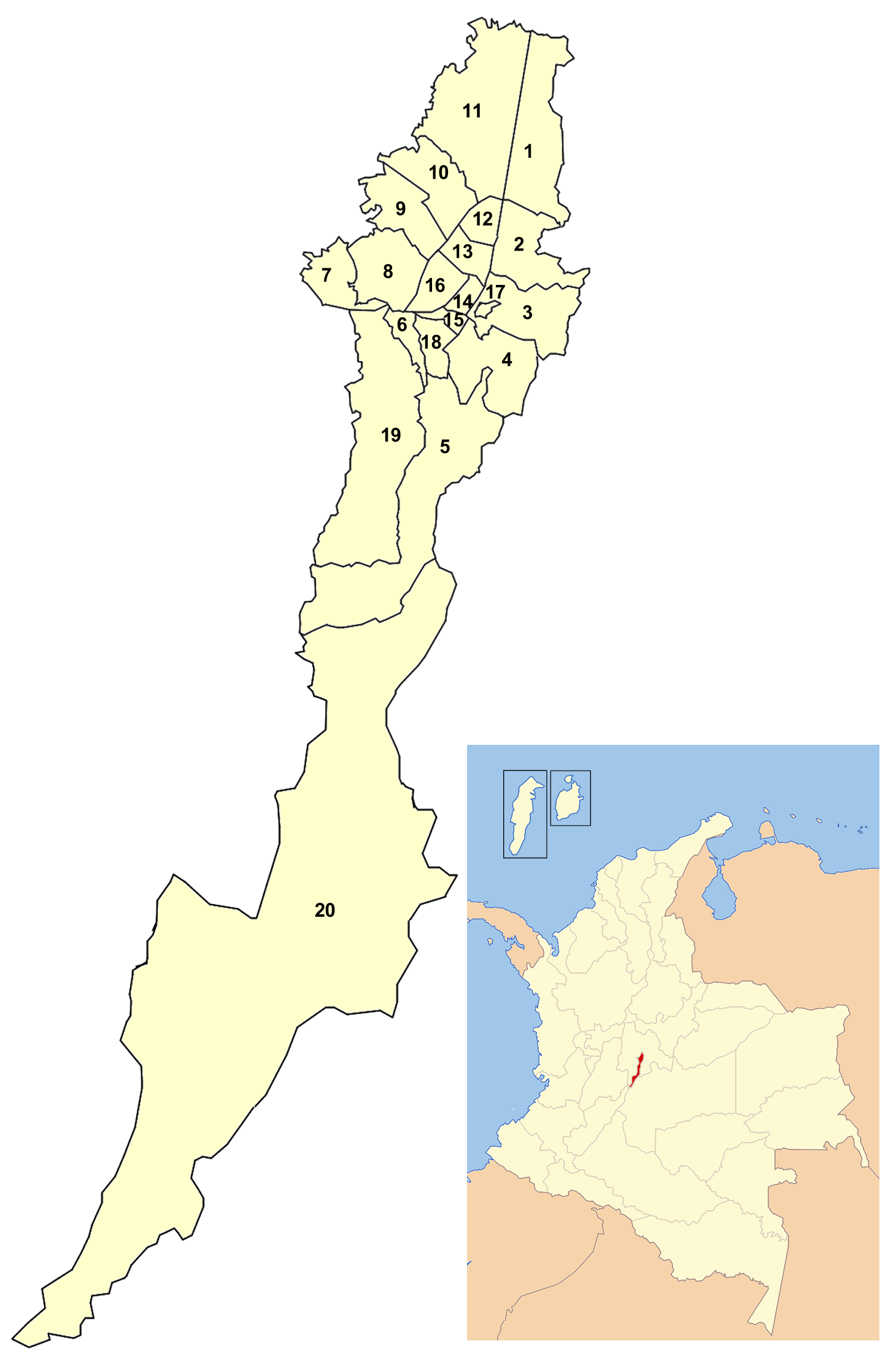
Localidades do Distrito Capital.

O Distrito Capital é subdividido em 20 localidades que agrupam os mais de 1 200 bairros que estão na área urbana de Bogotá. Cada localidade tem um conselho de Administração Local (JAL), composto por não menos de sete nem mais do que onze membros eleitos por voto popular para um período de quatro anos que deve coincidir com o período do Conselho Distrital. O conselho de administração local desempenha funções relacionadas com os planos distritais e programas de desenvolvimento econômico e social e obras públicas (investimentos são feitos com os recursos do Distrito Capital), e o monitoramento e controle da prestação dos serviços públicos na sua localidade, bem como no que diz respeito a distribuição global dos itens que lhes são atribuídos pelo orçamento geral distrital. Também estão nas suas funções recomendam a adoção de determinadas medidas por parte das autoridades do Distrito Capital, e promover a participação cidadã.
As 20 localidades que compõem a cidade são:
1. Usaquén
2. Chapinero
3. Santa Fe
4. San Cristóbal
5. Usme
6. Tunjuelito
7. Bosa
8. Kennedy
9. Fontibon
10. Engativá
11. Suba
12. Barrios Unidos
13. Teusaquillo
14. Los Mártires
15. Antonio Nariño
16. Puente Aranda
17. La Candelaria (Centro Histórico)
18. Rafael Uribe Uribe
19. Ciudad Bolívar
20. Sumapaz

## Economia

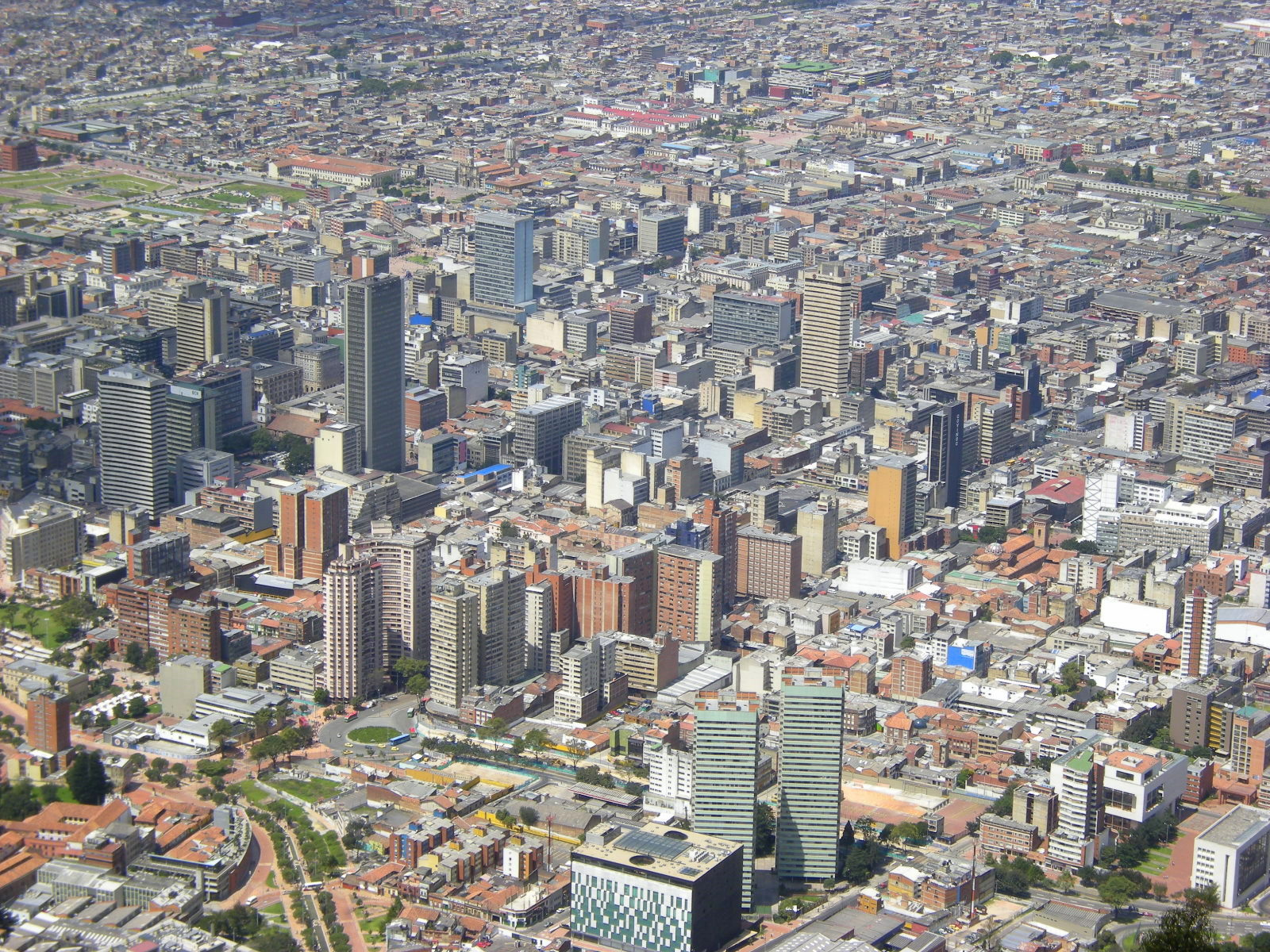
Imagem aérea do centro financeiro da cidade.

Bogotá é o principal centro económico e industrial da Colômbia, aí convergindo a maioria dos capitais provenientes das restantes cidades. É o foco do comércio do país devido à sua grande população, recebendo investidores de toda a Colômbia e de outros lugares do mundo. Em 2008 a cidade foi o quarto centro financeiro mais influente da América Latina. No período 2003-2006, o PIB comercial (produto interno bruto) de Bogotá cresceu 10,3%/ano, representando 25,3% do PIB comercial nacional, contando os activos provenientes do investimento das outras cidades do país na cidade e o de muitas empresas multinacionais; sendo mais alto que o PIB do Uruguai. Porém, a taxa de desemprego alcança 11,3% e o subemprego 31,6%. O custo de vida é inferior à média das 40 principais cidades da América Latina.
A nível nacional, a importação de bens de capital tem sido incentivada pelo Governo, beneficiando de forma especial Bogotá que participa com 24,4% do total da indústria nacional (2003). Tal deve-se em parte à sua situação geográfica, que faz da cidade um ponto estratégico em termos logísticos, já que o transporte de mercadorias para outros lugares do país é relativamente rápido. De igual modo está facilitado o abastecimento de matérias primas para o sector industrial na cidade, pela sua proximidade a regiões agrícolas como os Planaltos Orientais. Por isto, várias empresas multinacionais têm estabelecido as suas bases de operação regional em Bogotá durante as últimas décadas. No entanto, a distância aos portos diminui vantagens competitivas para exportar produtos industriais. Portanto, os serviços (incluindo telecomunicações e comércio), estão a ganhar terreno face à indústria.

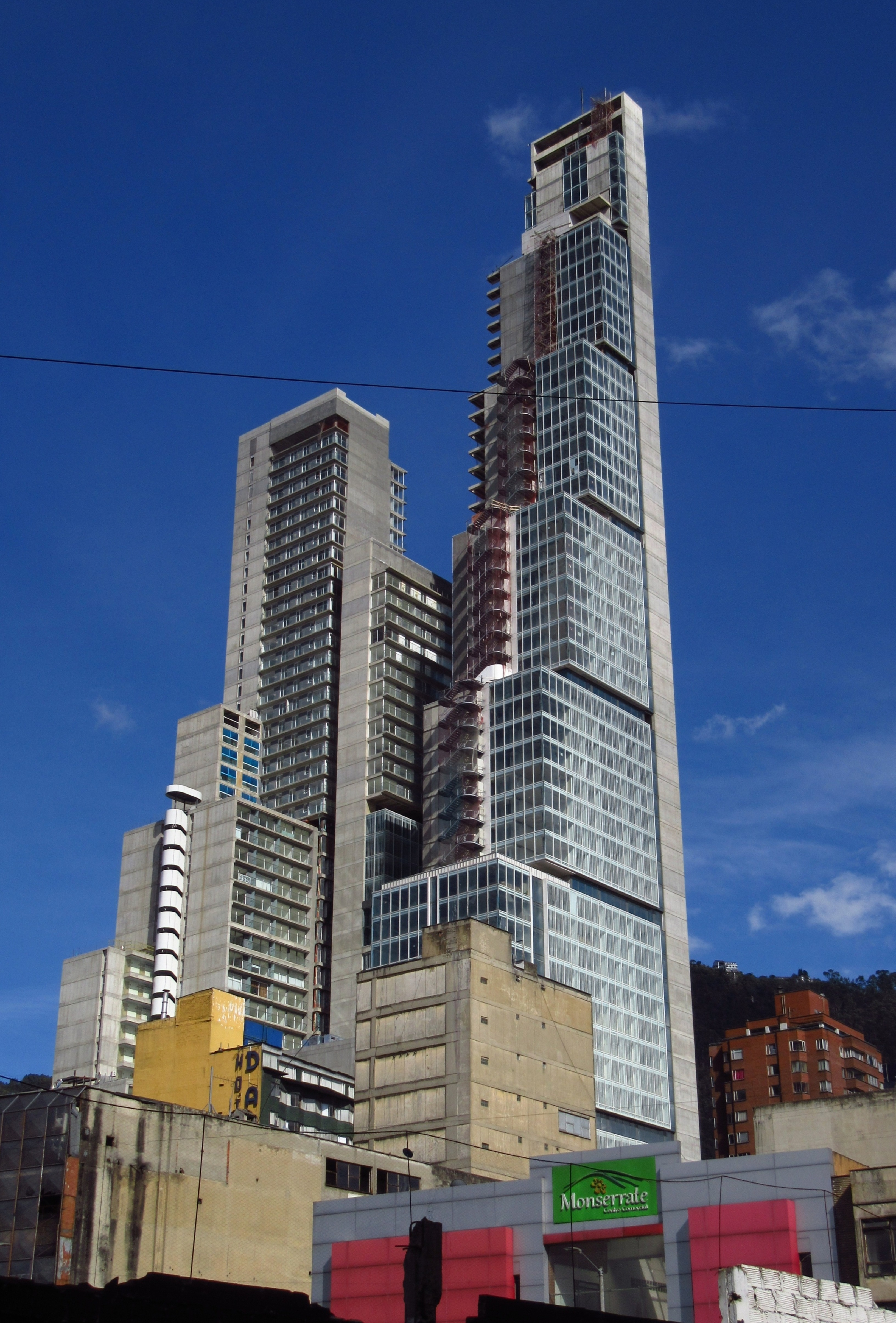
BD Bacatá, com 216 metros de altura, um dos mais altos edifícios da América Latina.

Em 2005, os bens de consumo lideraram a produção industrial, seguidos pelos bens intermédios e de capital. Das 248 000 empresas de Bogotá, 78% estão vinculadas a actividades de serviços, contribuindo com 76% do emprego e 79% do PIB. As localidades nas quais se concentra o maior número de estabelecimentos industriais são Puente Aranda, Fontibón, Kennedy, Los Mártires, Engativá e Barrios Unidos (por ordem), onde se destacam os sectores industriais de alimentos, indústria química, farmacêutica, têxtil, editorial e metalomecânica. Também em 2005, a localidade com maior produtividade laboral foi Tunjuelito, seguida por Chapinero e Teusaquillo.
Bogotá é o principal destino turístico do país, o que se reveste de particular importância tomando em conta o recente crescimento positivo do sector a nível nacional. Outro sector industrial que tem crescido é o da construção, contribuindo directamente para reactivar a actividade económica da capital.

### Turismo
Os pontos turísticos importantes em Bogotá são o "Jardim Botánico José Celestino Mutis", a "Quinta de Bolívar", o "Observatório Astronômico Nacional", o "Planetário de Bogotá", o "Maloka" (parque temático sobre ciência e tecnologia) , o "Mirador Metropolitano da Torre Colpatria", o "Mirador de La Calera", o "Monumento de Banderas a las Américas (ao lado da estação banderas do TransMilenio) e La Candelaria, localidade que é patrimônio e Bem de Interesse Cultural de Carater Nacional. Além disso, a cidade conta com numerosos parques de atrações mecânicas como: "Salitre Mágico", "Mundo Aventura" e "Camelot".

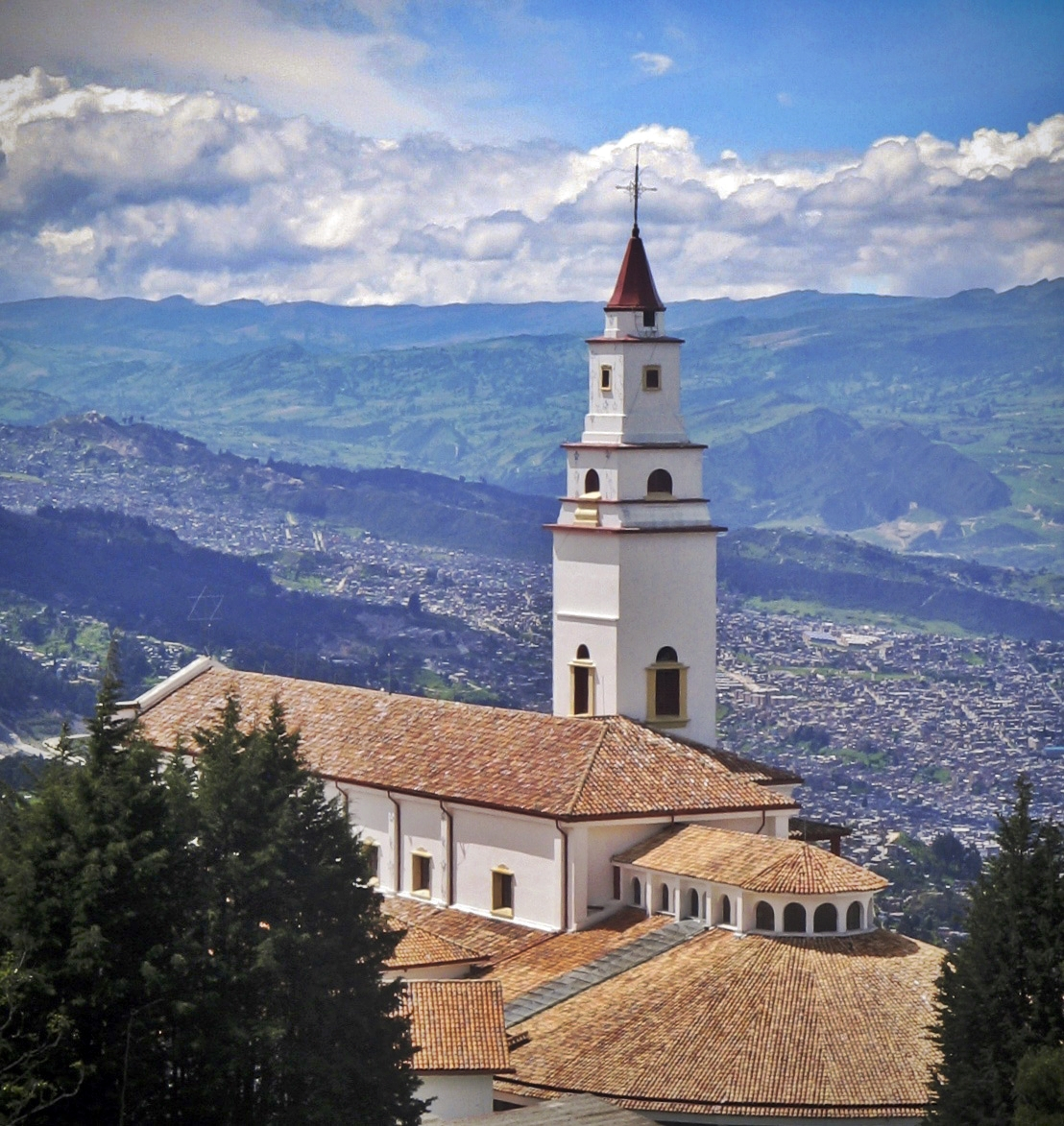
Morro de Monserrate.

Em Bogotá existe uma variada oferta de alojamentos que oscila de pousadas para mochileiros a hotéis cinco estrelas. A oferta de hotéis no centro histórico de La Candelaria e seus arredores, é dirigida ao público amante da cultura e das artes. Os hotéis localizados próximo a Ciudad Salitre são destinados aos visitantes que fazem escalas curtas em Bogotá ou necessitam das proximidades do Aeroporto Internacional El Dorado. Por outro lado, os hotéis localizados para o norte da cidade, estão focados para o turismo de negócios, compras ou lazer. Os arredores de Bogotá como a "Laguna de Fúquene" e os "Embalses del Neusa", "Tominé" e "Sisga", estão habilitados para a prática do camping e esportes aquáticos. Também é possível acampar no "Parque Nacional Natural Sumapaz" (entre o Distrito Capital e o departamento de Meta), ou no "Parque Nacional Natural Chingaza" a leste de Bogotá.
A cidade conta com o "Trem Turístico da Savana de Bogotá" que circulam aos finais de semana e feriados do centro de Bogotá até o "Parque Jaime Duque", Zipaquirá e em ocasiões, até Nemocón. Em Zipaquirá está a Catedral de Sal (Patrimônio Histórico e Monumento Nacional). Na mesma região está Guatavita, local provável da lenda de Eldorado.
Por outro lado, próximo ao Salto de Tequendama, uma queda de água localizada a uma hora de viagem do sul de Bogotá, pode-se encontrar o "Zoológico Santa Cruz". Também ao sul, em Soacha, se encontra o "Parque Natural Chicaque", e saindo pela Autopista Sul, a quase três horas de Bogotá, se encontram os balneários de Melgar (Tolima) e Girardot. Em Facatativá, a oeste de Bogotá, se encontra o centro arqueológico conhecido "Parque Arqueológico Piedras del Tunjo" e em Nemocón se encontram algumas famosas minas de sal.

## Infraestrutura

### Transportes

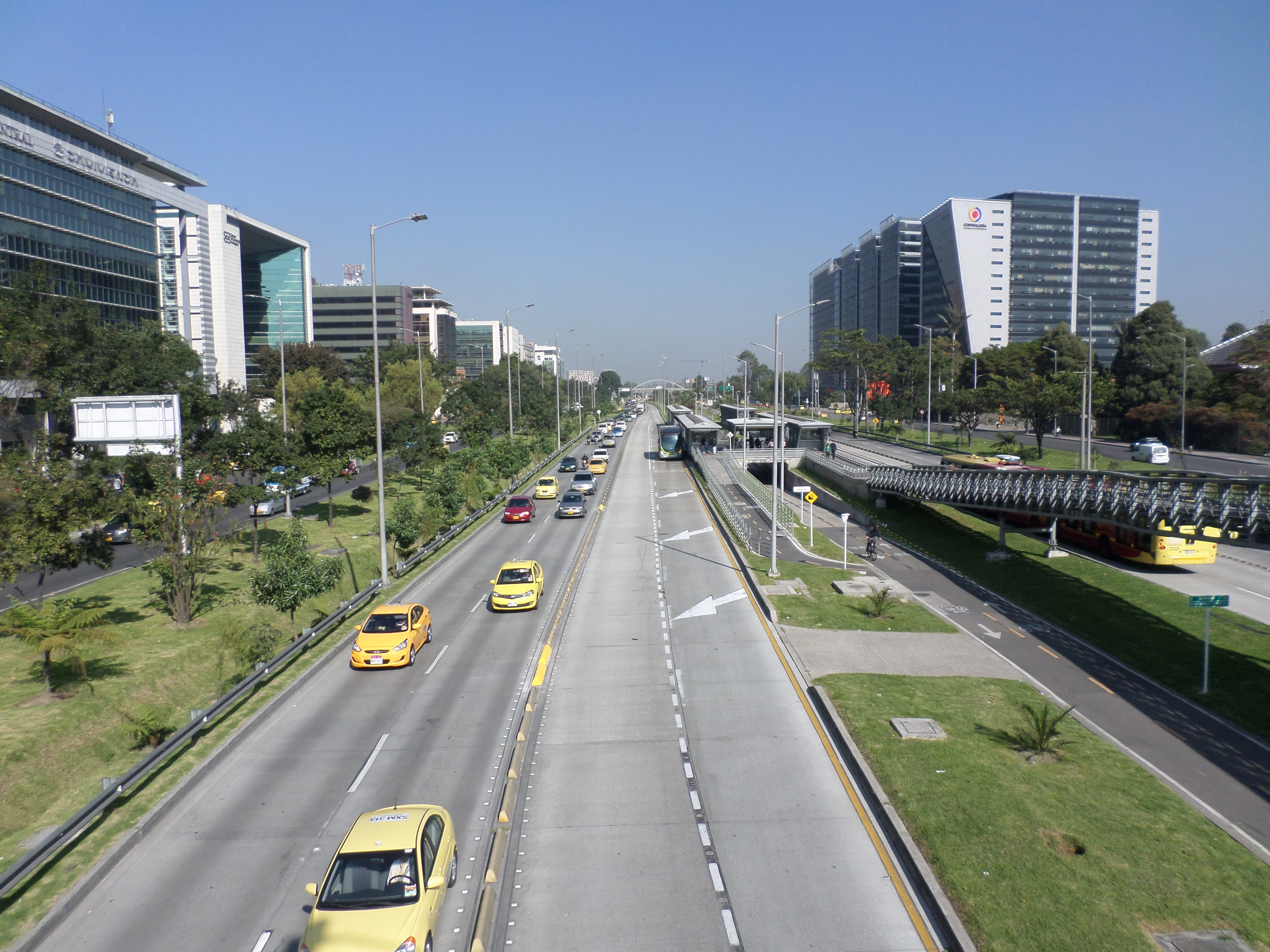
Avenida Eldorado.

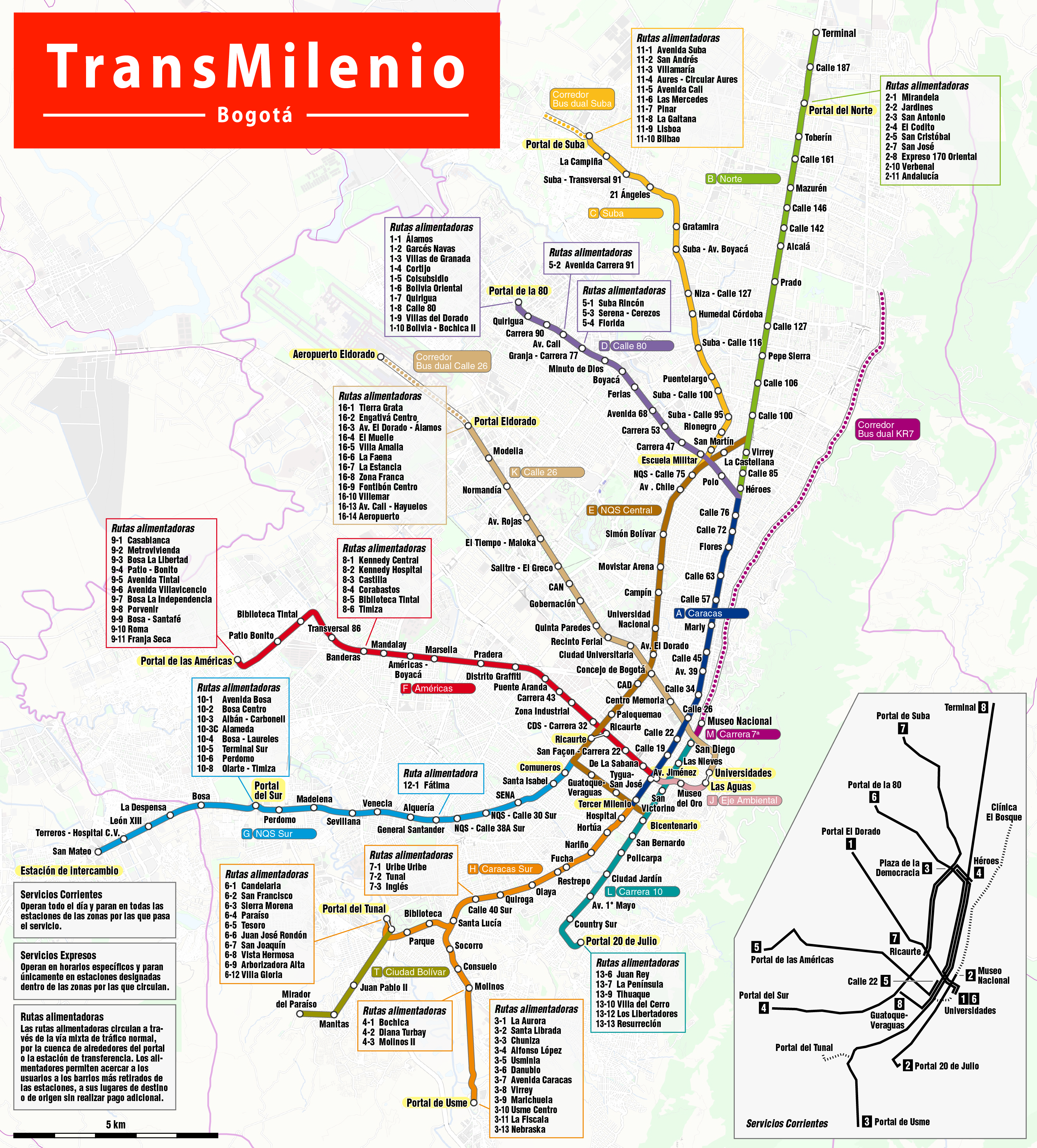
Mapa do sistema TransMilenio.

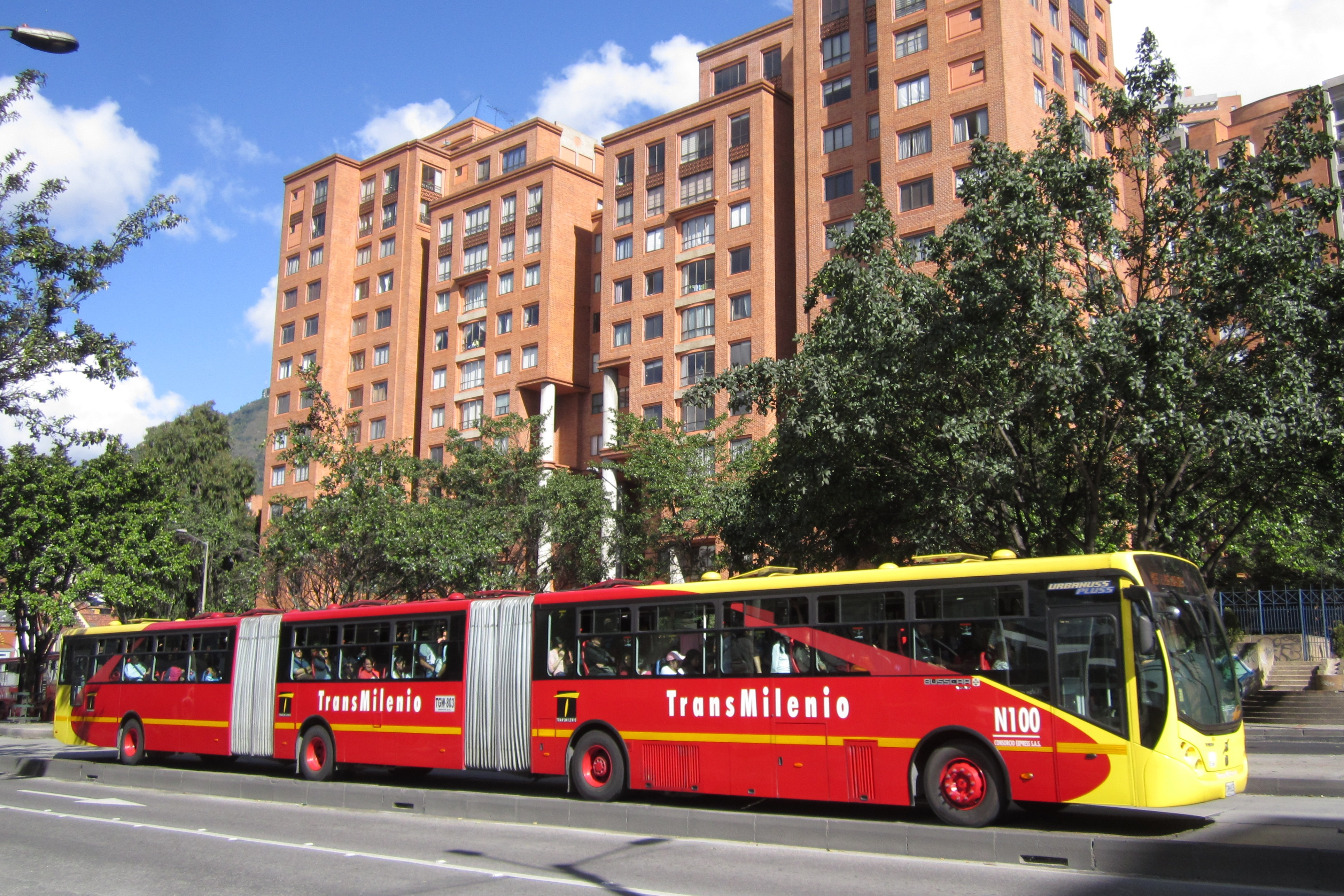
Ônibus biarticulado do TransMilenio.

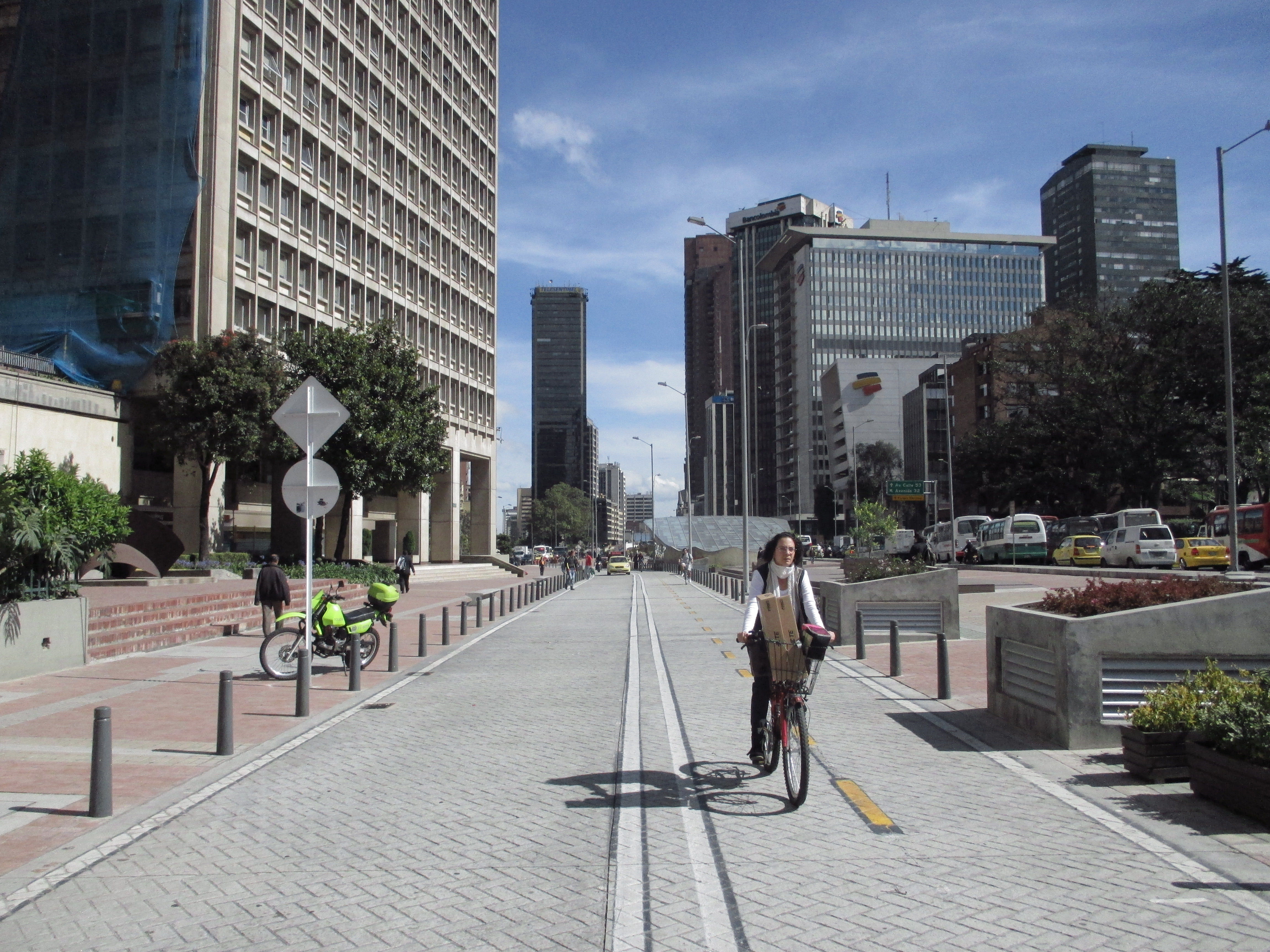
Cliclovia (Cliclorruta) em Chapinero, Bogotá.

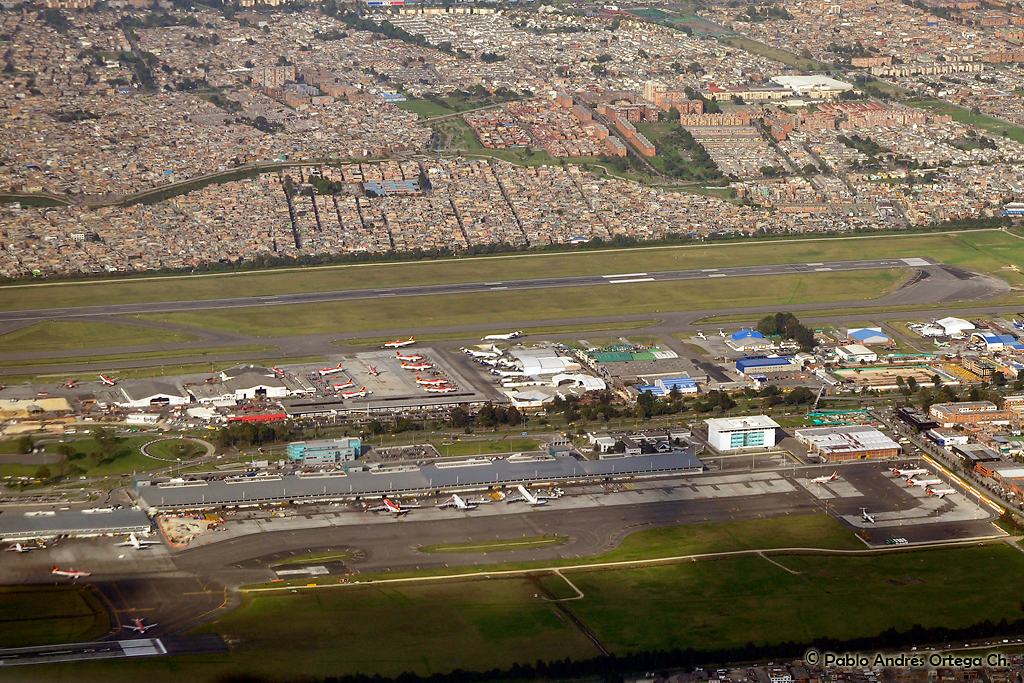
Aeroporto Internacional El Dorado.

As principais vias terrestres de acesso à cidade são a Autopista Norte e a Norte-Quito-Sur, que juntamente à Avenida Centenario (ou Troncal Calle 13), fazem parte da Rodovia Panamericana (Carretera Panamericana) no trecho Simón Bolívar que une Bogotá cidade a Caracas, Maracaibo, Quito e Guayaquil. No oeste, se encontra a Calle 80, que após a ponte sobre o Rio Bogotá, se converte na Autopista Medellín-Bogotá. Também no norte, a Carrera Séptima que após a Calle 170 se denomina Carretera Central del Norte, serve como via alternativa para a Autopista Norte. No sudoeste, a Avenida Boyacá que se une a Avenida Caracas, e a Autopista al Llano, se conectam comunicando a cidade com as Planícies Orientais. Além disso, a Avenida Circunvalar (via periférica nos Cerros Orientais), se une em seus extremos com a rodovia para Choachi e com a Avenida de los Cerros que se une a rodovia para La Calera. A Avenida El Dorado (ou Calle 26), que a partir da Carrera 50 até o Aeroporto passa a chamar-se Autopista El Dorado, possui uma maior quantidade de faixas e passagens por pontes que permite a comunicação rápida entre o centro da cidade e o aeroporto internacional. Desde 1974, existe um projeto para a construção da Avenida Longitudinal de Occidente (ALO), via periférica do oeste que vai conectar a rodovia Bogotá-Girardot com a Autopista Norte, com um percurso total de 49,5 km. A construção da avenida busca descongestionar o tráfego no interior da cidade, as obras foram iniciadas (apenas um curto trecho) mas enfrentam problemas econômicos, políticos, e até mesmo jurídicos e ambientais. Existem propostas para se abrir uma licitação para concluir a avenida através de recursos privados.
No transporte motorizado nas ruas de Bogotá é realizado cerca de 1 800 000 viagens em veículos particulares que mobilizam 23% da população, já o transporte público, composto apenas por ônibus, micro-ônibus e os ônibus do sistema TransMilenio (ver abaixo), se utilizam de mais de 18 000 veículos e mobilizam 70% da população. Os restantes 7% das viagens na cidade correspondem a ônibus particulares, ônibus escolares e caminhões. Em 1998, foi iniciada a construção do chamado Sistema de Transporte Masivo del Tercer Milenio "TransMilenio", um sistema VLP composto de veículos articulados que circulam principalmente por corredores exclusivos. As fases I e II do sistema, já concluídas, possuem 84 km de vias em operação e 114 estações divididas em 9 zonas. Calcula-se que 1 400 000 pessoas se utilizam do serviço diariamente. Para permitir acesso ao serviço dos habitantes de bairros periféricos e municípios metropolitanos, o sistema é complementado por serviços de alimentadores. A implantação do TransMilenio permitiu a retirada de circulação de mais de sete mil ônibus, melhorou o trânsito e reduziu a emissão de gases poluentes em 50%. A fase III encontra-se em construção e deve ser concluída no segundo semestre de 2010, esta nova fase deve beneficiar mais 520 000 passageiros por dia.
Como alternativas ao transporte veicular em automóvel, a prefeitura (Alcaldía Mayor) tem implementado, desde os anos 1980, as ciclovias durante os finais de semana e feriados como estratégia não só para reduzir a poluição, mas também como estratégia de saúde pública. Além disso, uma rede de ciclovias (Ciclorrutas) de quase 300 km (a mais extensa da América Latina), promove o transporte alternativo. Esta rede se comunica com o TransMilenio graças ao serviço de estacionamento para bicicletas, que não possui custo adicional. Estas e outras estratégias da administração distrital, como o Dia sem carro (Día sin carro) e o Pico e Placa (Pico y Placa), tem gerado controvérsia e reconhecimento mundial da cidade por suas políticas a favor do espaço público e dos pedestres. Bogotá conta ainda com 48 337 (em 31 de maio de 2008) que realizam 343 000 viagens diariamente. A cidade conta também com dois Terminais de Transportes, o terminal central (principal) e o terminal sul, que funcionam como terminal de ônibus e taxis, intermunicipal e interdepartamental, e de serviço de carga e encomenda. Em 2009, considerando os dois terminais, foram registradas a saída de 10 190 113 passageiros em 1 173 468 veículos. Outros três terminais (norte, oriente e ocidente) estão projetados para entrar em funcionamento em 2013.
Nos finais de semana e feriados a linha ferroviária é utilizada para o "Trem Turístico da Savana de Bogotá" (Tren Turístico de la Sabana de Bogotá), que promove passeios turísticos pela Savana de Bogotá em uma locomotiva a vapor com 14 vagões com capacidade total para 560 passageiros. Encontra-se em fase de estudos, projetos e licitações a construção do Metro de Bogotá, cujo início da construção está previsto para o ano 2012. Além disso, para o mês de outubro de 2011, está prevista a inauguração do Sistema Integrado de Transporte Público.
O Aeroporto Internacional El Dorado de Bogotá, é o mais importante do país, com uma plataforma nacional e outra internacional, além de um terminal de carga composto por duas plataformas. Este aeroporto maneja vários destinos nacionais e internacionais. Em 1981, foi inaugurado um aeroporto anexo denominado Terminal Puente Aéreo (terminal Ponte Aérea), administrado pela companhia aérea Avianca, e em 1998, foi inaugurado uma segunda pista. Anexo ao El Dorado se encontra o Aeroporto Militar CATAM, reservado para voos militares e governamentais. Este complexo (Aeroporto Internacional, Ponte Aérea e CATAM) faz do aeroporto o maior em volume de carga e o terceiro em número de passageiros da América Latina. Em 2006, foi entregue a licitação para a concessão por vinte anos do complexo aéreo de El Dorado, que busca aumentar sua capacidade para 16 milhões de passageiros, o dobro do atual. O projeto contempla a demolição do atual edifício e a construção de um novo. Se estima que quando o terminal estiver concluído o fluxo de passageiros aumentará de 8 para 16 milhões. Adicionalmente, na zona rural de Suba, se encontra o "Aeroporto Guaymaral", que permite a aterrissagem de pequenas aeronaves e conduz a operação aérea da policia metropolitana.

### Educação

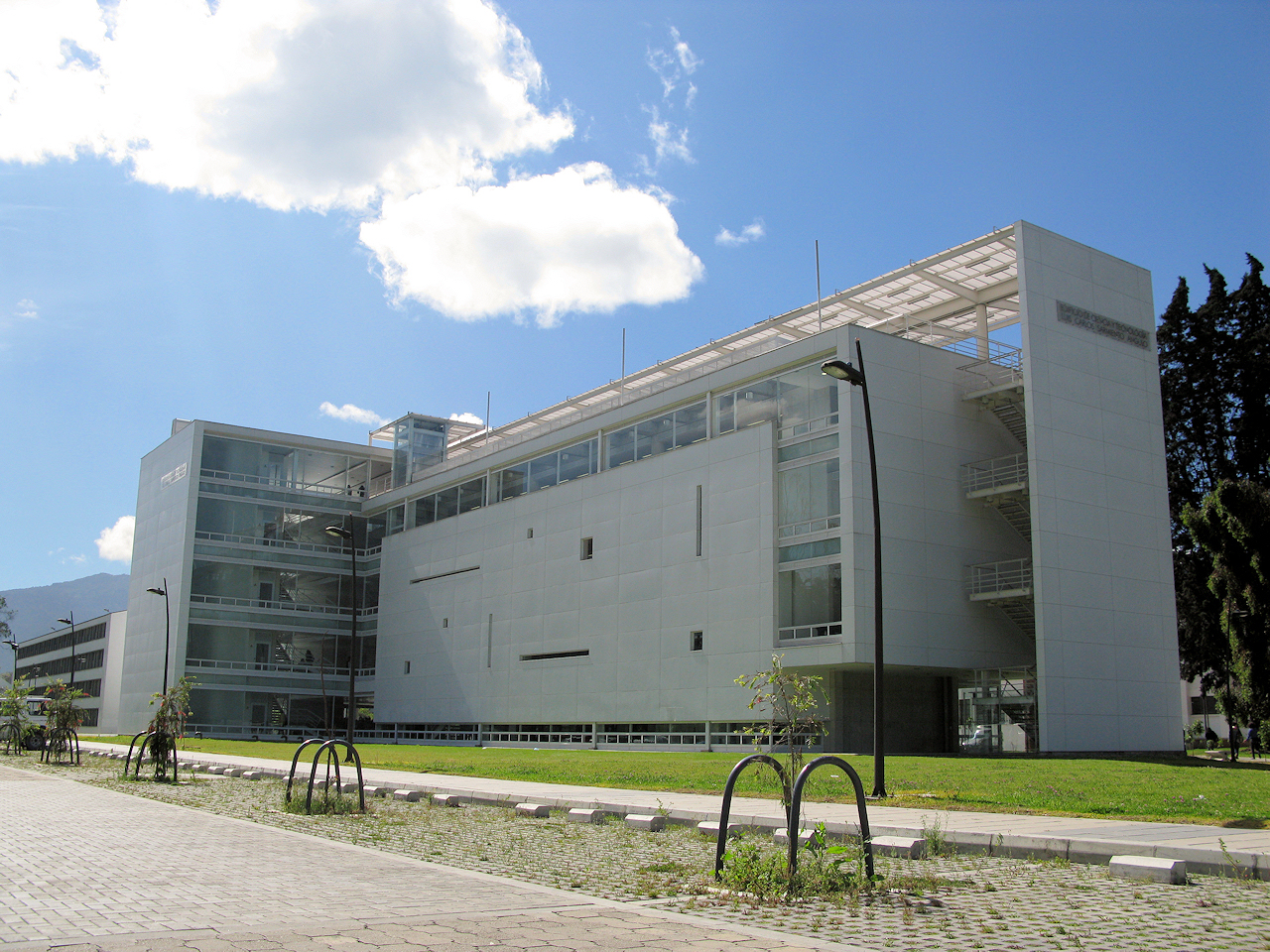
Prédio de Ciência e Tecnologia "Luis Carlos Sarmiento" da Universidade Nacional da Colômbia.

A cidade conta com um amplo sistema educativo, tanto a nível primário e secundário como universitário. Devido a constante migração de pessoas até a capital do país, a disponibilidade de bolsas para o acesso à educação oferecida pelo Estado a título gratuito, é muitas vezes insuficiente. A cidade conta também com um variado sistema de colégios e escolas de caráter privado.
Existe um grande número de universidades, tanto públicas como privadas .Em 2002, havia um total de 106 instituições de ensino superior, sendo que em Bogotá se encontram 7 das melhores universidades do país, todas credenciadas parcial ou totalmente pelo CNA (Consejo Nacional de Acreditación). Encontram-se em Bogotá: A Universidade Nacional da Colômbia, a Universidade de Los Andes, a Pontifícia Universidade Javeriana, a Universidade de Rosário, a Universidade Externado da Colombia, a Universidade de La Salle, a Universidade de Ciências Aplicadas e Ambientais (UDCA) e a Universidade de La Sabana. Também se destacam a "Universidade Sergio Arboleda", "Universidade Jorge Tadeo Lozano" e a "Universidade Santo Tomás".
A cidade conta com a Universidade Distrital Francisco José de Caldas, que é a instituição oficial de educação superior do Distrito Capital. Também conta com uma Cidade Universitária na Universidade Nacional de Colombia, localizada no tradicional setor de Teusaquillo, o maior campus da Colômbia e um dos maiores da América Latina. Além disso, a localidade de La Candelaria alberga a maior concentração de universidades privadas, única na América Latina.

## Cultura

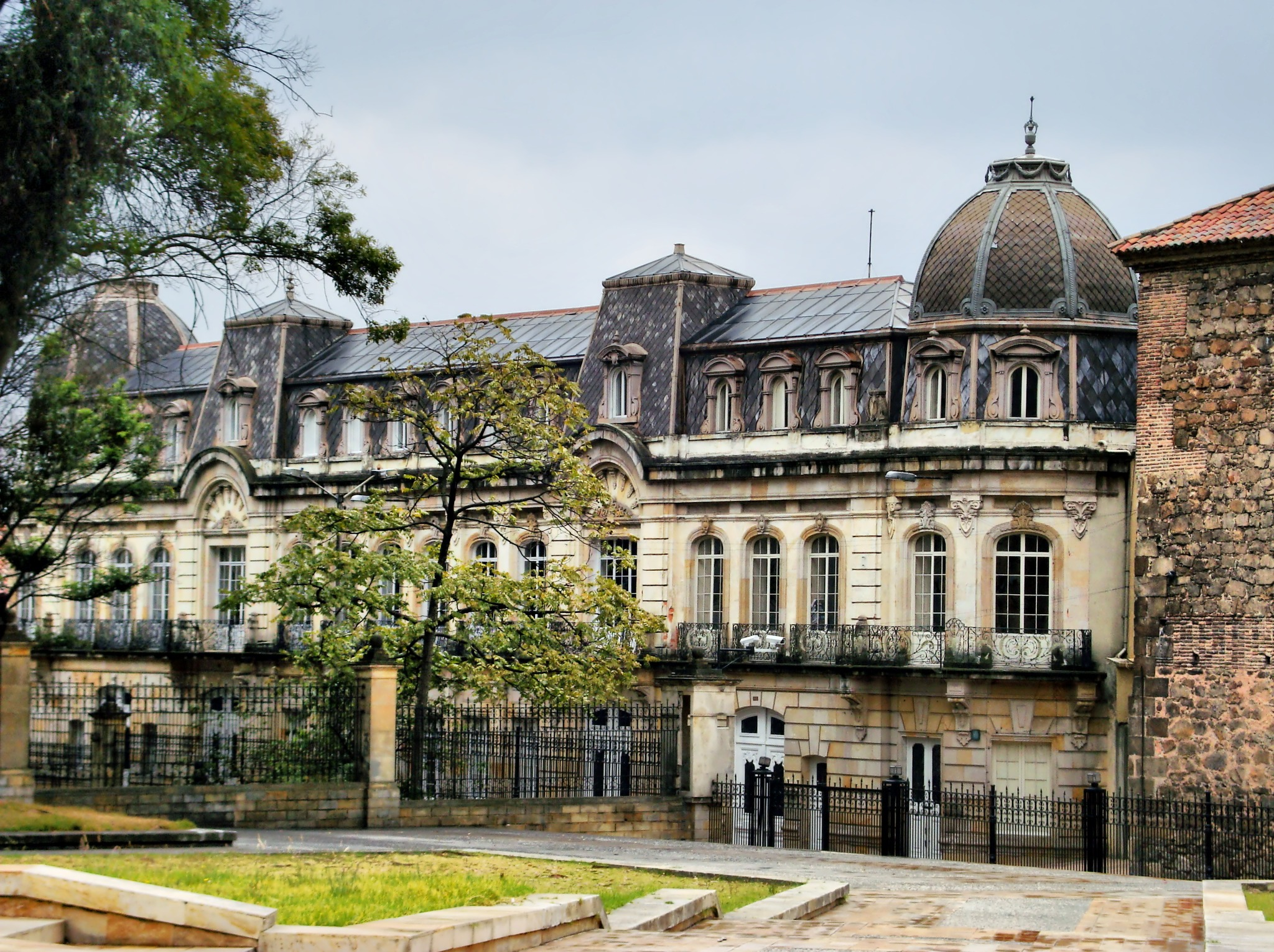
Palácio Echeverry, sede do Ministério da Cultura da Colômbia.

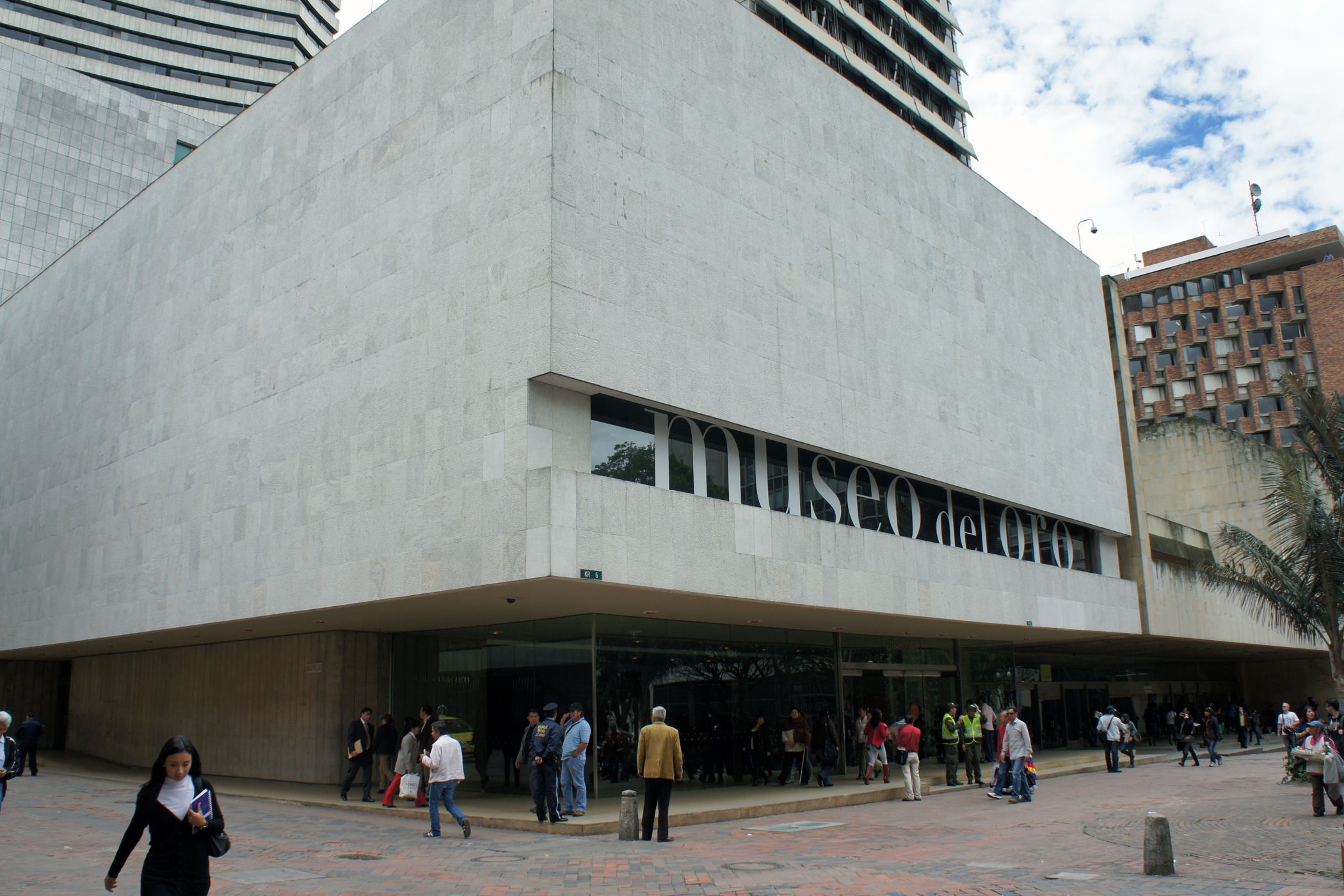
Museu do Ouro.

Bogotá é anfitriã de intermináveis espaços culturais e possui 58 museus, 62 galerias de arte, 33 bibliotecas tecnológicas, 45 salas de palco, 75 áreas esportivas personalizadas e 75 parques de atração, além de mais de 150 monumentos nacionais. Muitos destes são de renome mundial, tais como: a Biblioteca Luis Ángel Arango, a mais importante na região, que recebe mais de 6 milhões de visitantes por ano;[carece de fontes?] o Museu Nacional da Colômbia, um dos mais antigos das Américas que remonta a 1823; o Instituto Ibero-Americano de Festival de Teatro, o maior de seu tipo no mundo, recebe 2 milhões pessoas apreciando mais de 450 apresentações em teatros e na rua; a Filarmônica de Bogotá é a mais importante orquestra sinfônica na Colômbia, contando com mais de 100 músicos e 140 apresentações por ano; o teatro Cristobal Colón, o mais antigo do País, que foi inaugurado em 1892. É o lar da Sinfónica Nacional, a Orquestra Sinfônica Nacional da Colômbia; o Rock al Parque ou Rock no Parque, o mais importante festival de música rock ao ar livre, na América Latina. Bogotá tem trabalhado intensamente nos últimos anos para se posicionar como líder na oferta cultural na América do Sul, e é cada vez mais sendo reconhecida mundialmente como um pólo na região para o desenvolvimento das artes.[carece de fontes?]
Produto desse trabalho e reconhecimento é a recente série de prêmios que Bogotá conta com seu favor: em 2007 foi nomeada Capital Mundial do Livro pela UNESCO, superando outras cidades já nomeadas, como Dublin, Amsterdã e Viena. Bogotá é efetivamente a primeira cidade da América Latina a receber este reconhecimento, e a segunda nas Américas, após Montreal. No mesmo ano, Bogotá recebeu o título de Capital Cultural da Ibero-América da UCCI (União das Cidades Capitais Ibero-Americanas), e se tornou a única cidade a ter recebido o reconhecimento por duas vezes, depois de ser premiado pela primeira vez em 1991.[carece de fontes?]
A cidade também tem o Biblored, uma instituição que administra 16 pequenas e 4 grandes bibliotecas públicas (Biblioteca Virgilio Barco, Biblioteca El Tintal, Biblioteca El Tunal e Biblioteca Julio Mario Santo domingo). A instituição possui seis filiais da Rede de Bibliotecas do Fundo de Compensação Familiar Colsubsidio ligados a instituições como o Museu Nacional da Colômbia (especializada em livros antigos, e catálogos de arte), Museu de Arte Moderna de Bogotá, o Alliance Francaise , etc. Outro conjunto de bibliotecas são as novas iniciativas de colaboração entre o estado, cidade e agências internacionais. Este é o caso do Centro Cultural Gabriel García Marquez, personalizado projetado pelo Fundo de Cultura Econômica do México e do Centro Cultural Espanhol, que começará a construção com fundos públicos do Governo espanhol no centro de Bogotá.[carece de fontes?]

### Arquitetura

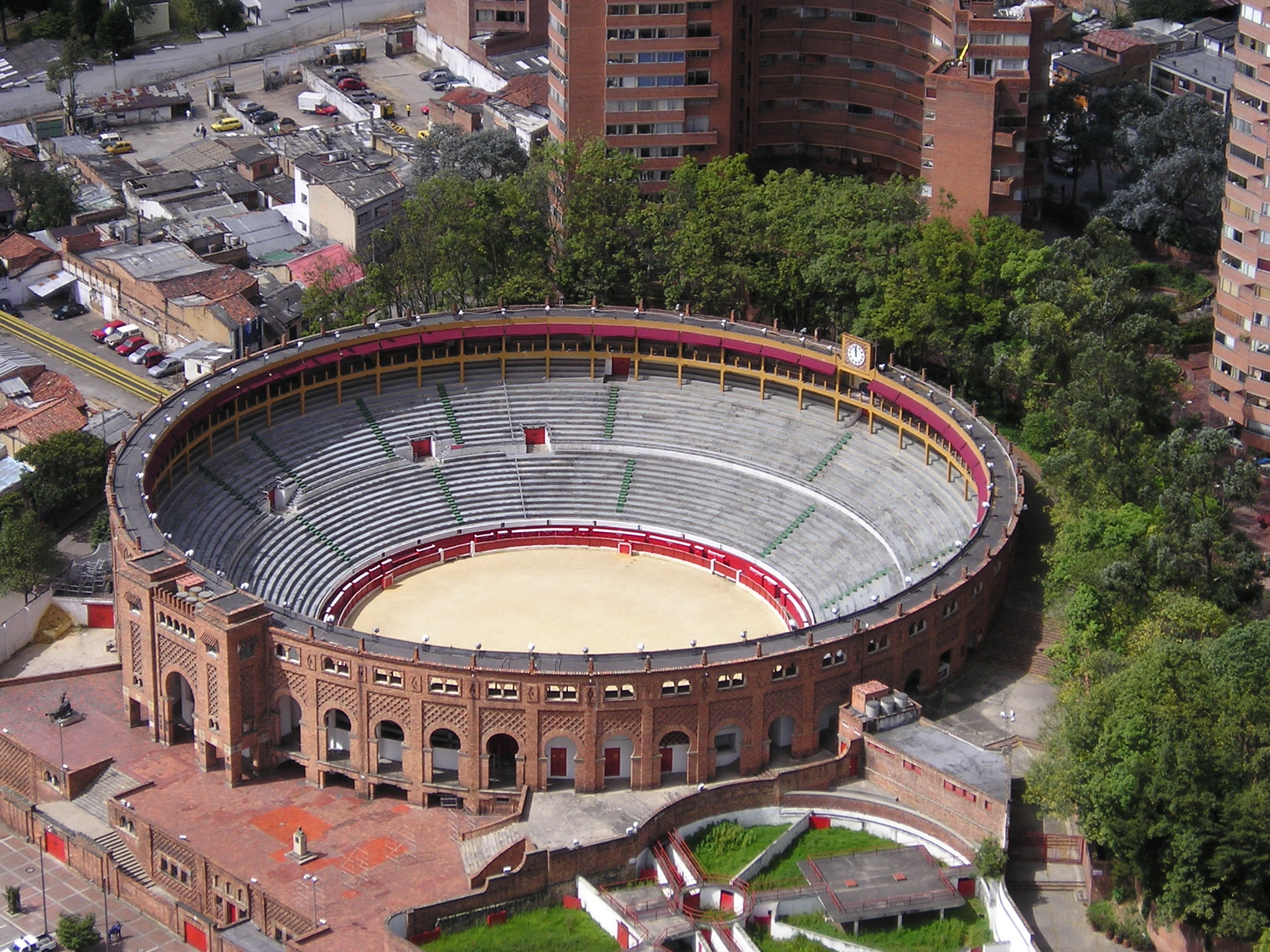
la Santa Maria, exemplo da cultura colonizadora espanhola.

A morfologia urbana e tipologia dos edifícios coloniais em Bogotá, foram mantidos até final do século XIX, muito tempo depois da independência da Colômbia (1810). O desenho urbano combinado com o plano quadriculado introduzido pelas leis indianas desde meados do século XVI. Esta persistência do cenário colonial é visível, agora parte de La Candelaria, no centro histórico de Bogotá. Também até o final do século XIX, manteve-se o casário colonial de dois andares, com pátio, telhados de duas águas, telhas de cerâmica e varandas. Em alguns casos, estes foram preenchidos com varandas de vidro, durante o período republicano, distinguindo característica de uma arquitetura em particular do setor (por exemplo, a casa de Rafael Pombo, etc).[carece de fontes?]
A "arquitetura republicana" foi o estilo que prevaleceu entre 1830 e 1930. Embora tenha havido tentativas de consolidar uma linguagem moderna, somente a construção da Cidade Universitária e Cidade Branca para a Universidade Nacional da Colômbia (1936 a 1939), realizou este fim. O curso deste trabalho foi desenvolvido pelo arquiteto alemão James Daly, embora os arquitetos das tendências racionalistas participaram na concepção dos edifícios do campus. Além deste aspecto, também se manifesta nas tendências de arquitetura de Bogota o estilo Art Deco, expressionismo e arquitetura orgânica. Esta última tendência foi bem recebida por arquitetos naturais de Bogotá na segunda metade do século XX. Rogelio Salmona, um dos melhores arquitetos colombianos, foi destaque na história.[carece de fontes?]
Em 2006, Bogotá era o Leão de Ouro no Festival Internacional Décima Exposição de Arquitectura de La Biennale di Venezia, em reconhecimento dos "seus esforços para a inclusão social, educação, habitação e espaço público, nomeadamente através de inovações nos transportes".[carece de fontes?]

### Bibliotecas e arquivos

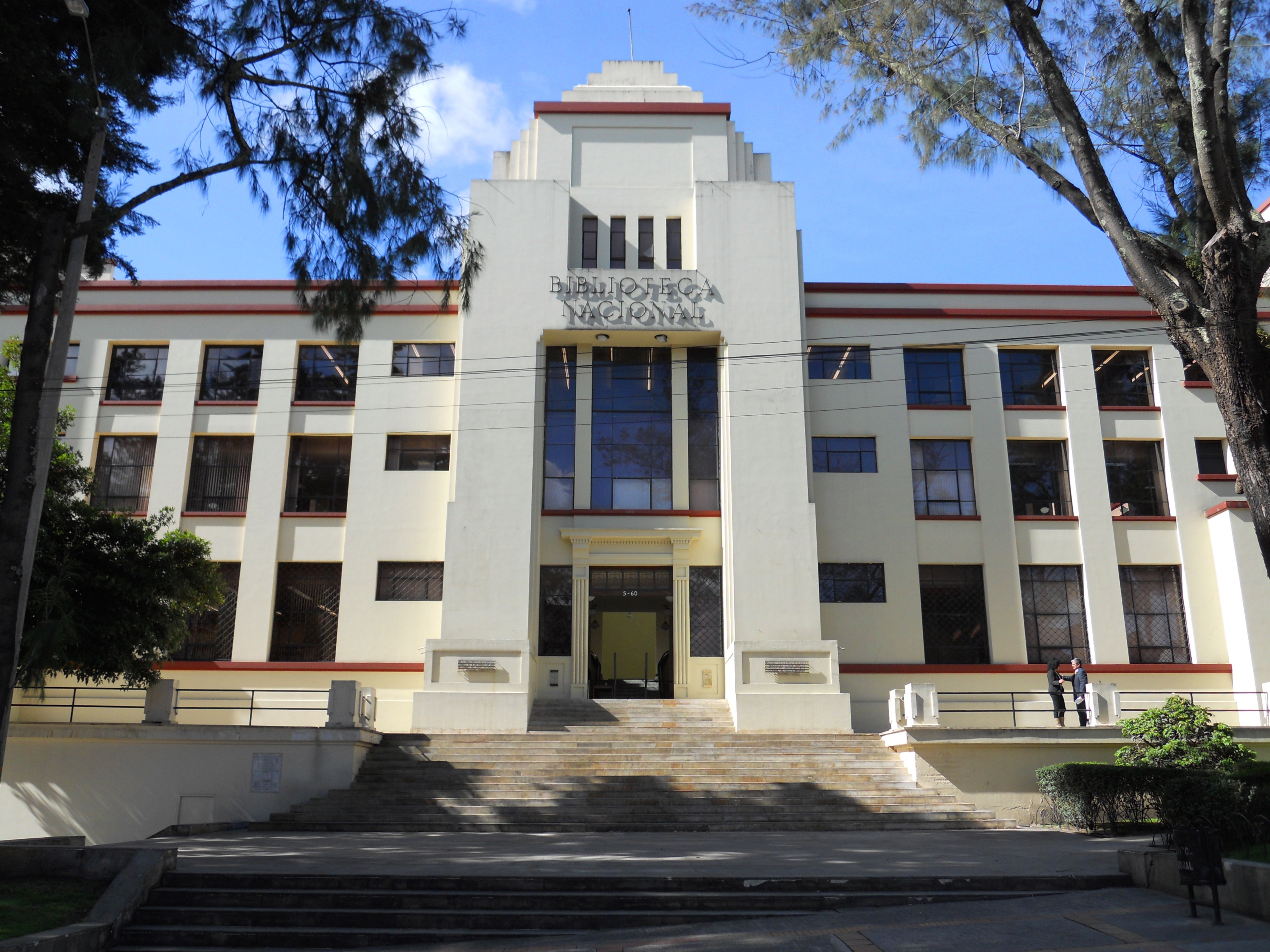
Biblioteca Nacional da Colômbia.

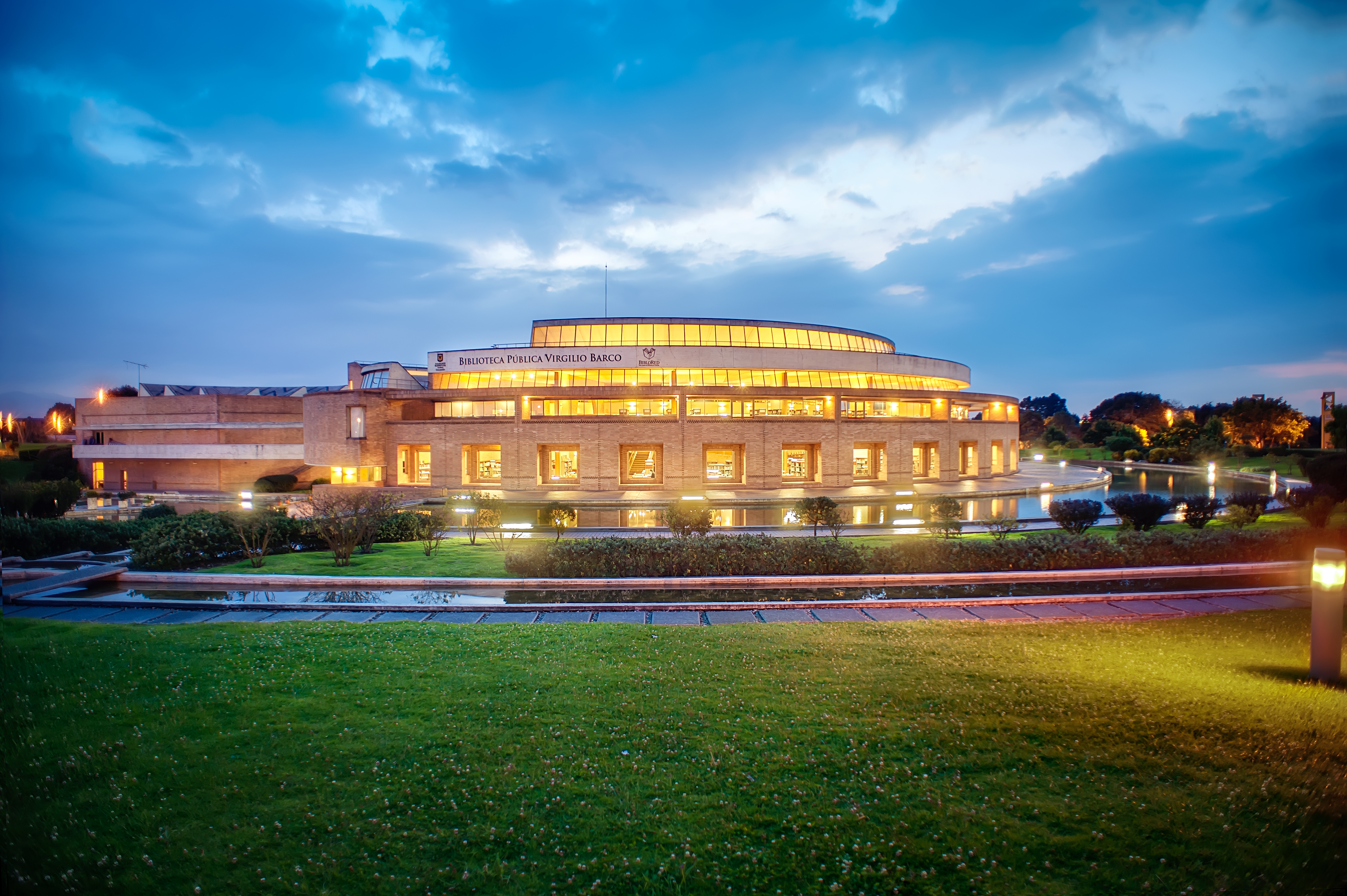
Biblioteca Virgilio Barco.

A UNESCO proclamou Bogotá como Capital Mundial do Livro em 2007, em reconhecimento da atividade literária da cidade. Bogotá se destacou em diversos programas, a rede de bibliotecas e a presença de organizações que, de uma forma coordenada, trabalharam para promover o livro e a leitura na cidade. Além disso, várias iniciativas específicas foram criadas para o programa de Capital Mundial do Livro e do compromisso dos grupos, tanto públicas como privadas, envolvidas no setor do livro.[carece de fontes?]
A Biblioteca Nacional da Colômbia (1777) no âmbito do Ministério da Cultura e da Biblioteca Luis Ángel Arango (1958) no âmbito do Banco da República, são as duas maiores bibliotecas públicas na cidade. O primeiro é o repositório de mais de dois milhões de cópias, com uma importante coleção de livros antigos. O último tem quase dois milhões de cópias. Com 45 mil metros quadrados e 10 mil visitantes por dia, é um dos mais dinâmicos centros culturais do continente. O Banco da República depende também da Biblioteca Alfonso Palácio Rudas, ao norte da cidade, com cerca de 50 mil exemplares. Outras grandes bibliotecas públicas são a Biblioteca do Congresso da Colômbia (com 100 mil cópias), do Instituto Caro y Cuervo (com cerca de 200 mil exemplares, a maior biblioteca da América Latina em Filologia e Linguística), a Biblioteca da Academia de História, a Biblioteca da Academia da Língua, a Biblioteca do Instituto Colombiano de Antropologia e História (ICANH), bibliotecas universitárias e muitas outras.[carece de fontes?]
Bogotá tem um conjunto de registros históricos que fica entre o Arquivo Geral da Nação, que abriga cerca de 60 milhões de documentos, um dos maiores repositórios de fontes primárias histórico na América Latina. Perto de sua sede em Bogotá que o arquivo foi aberto em 2003. Além disso, existem arquivos de consulta limitada pela sua importância específica: o Arquivo Musical da Catedral de Bogotá (com milhares de livros e canto do coral do período colonial), o Arquivo Arquidiocesano, o Arquivo do Seminário Conciliar de Bogotá, o Arquivo Histórico Nacional Universidade de Colômbia e no Arquivo da Casa da Moeda, em Bogotá, no âmbito do Banco da República.[carece de fontes?]

### Museus e galerias de arte

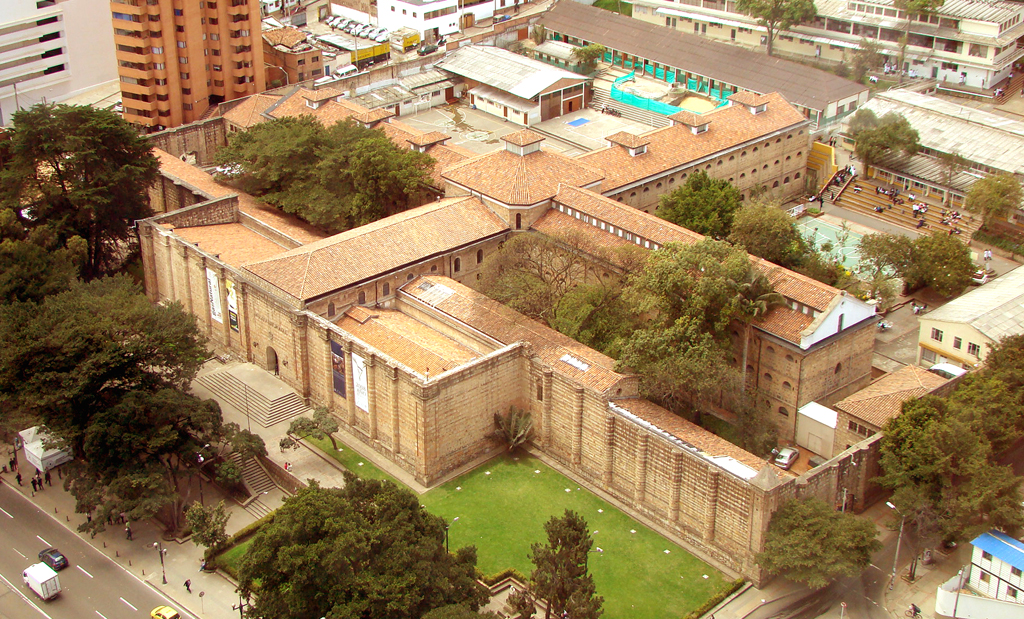
Museu Nacional da Colômbia.

A cidade possui 58 museus e mais de 70 galerias de arte, destacando-se dentre os quais o Museu Nacional da Colômbia, cujo acervo é dividido em quatro coleções: arte, história, arqueologia e etnografia, e o Museu do Ouro, com 35 mil peças de ouro tumbaga, juntamente com 30 mil objetos em cerâmica, pedra e têxtil, que representa a maior coleção de ouro pré-colombiana do mundo.[carece de fontes?]
Também destaca-se o Museu Botero, onde é encontrado, além de 123 obras de Fernando Botero, 87 obras de artistas internacionais, o Museu de Arte Moderna de Bogotá, que tem uma coleção de artes gráficas, desenho industrial e fotografia, o Museu de Arte Colonial que atende a mais importante coleção de arte colonial da Colômbia, e a Fundação Gilberto Alzate Avendaño, que possui atividades relacionadas às artes do espectáculo, apresentado temporariamente em seus salões e exposições de arte.[carece de fontes?]
Entre os museus científicos estão o Museu Arqueológico - Casa del Marqués de San Jorge, que tem cerca de 30 mil peças de arte pré-colombiana, Instituto de Ciências Naturais (ONU), um dos quatro maiores museus de ciências naturais na América Latina e o Museu Geológico, que tem uma coleção de Ingeominas especializadas em geologia e paleontologia. Bogotá também tem museus históricos, como a Casa Museu Jorge Eliécer Gaitán, o Museu da Independência, a Quinta de Bolívar e a Casa Museo Francisco José de Caldas, bem como a sede da Maloka e Museu Infantil de Bogotá, que atraem um número considerável de visitantes, especialmente entre as crianças. Esses centros foram acrescentados vários novos museus, como o Art Deco e o Museu de Bogotá.[carece de fontes?]

### Artes cênicas

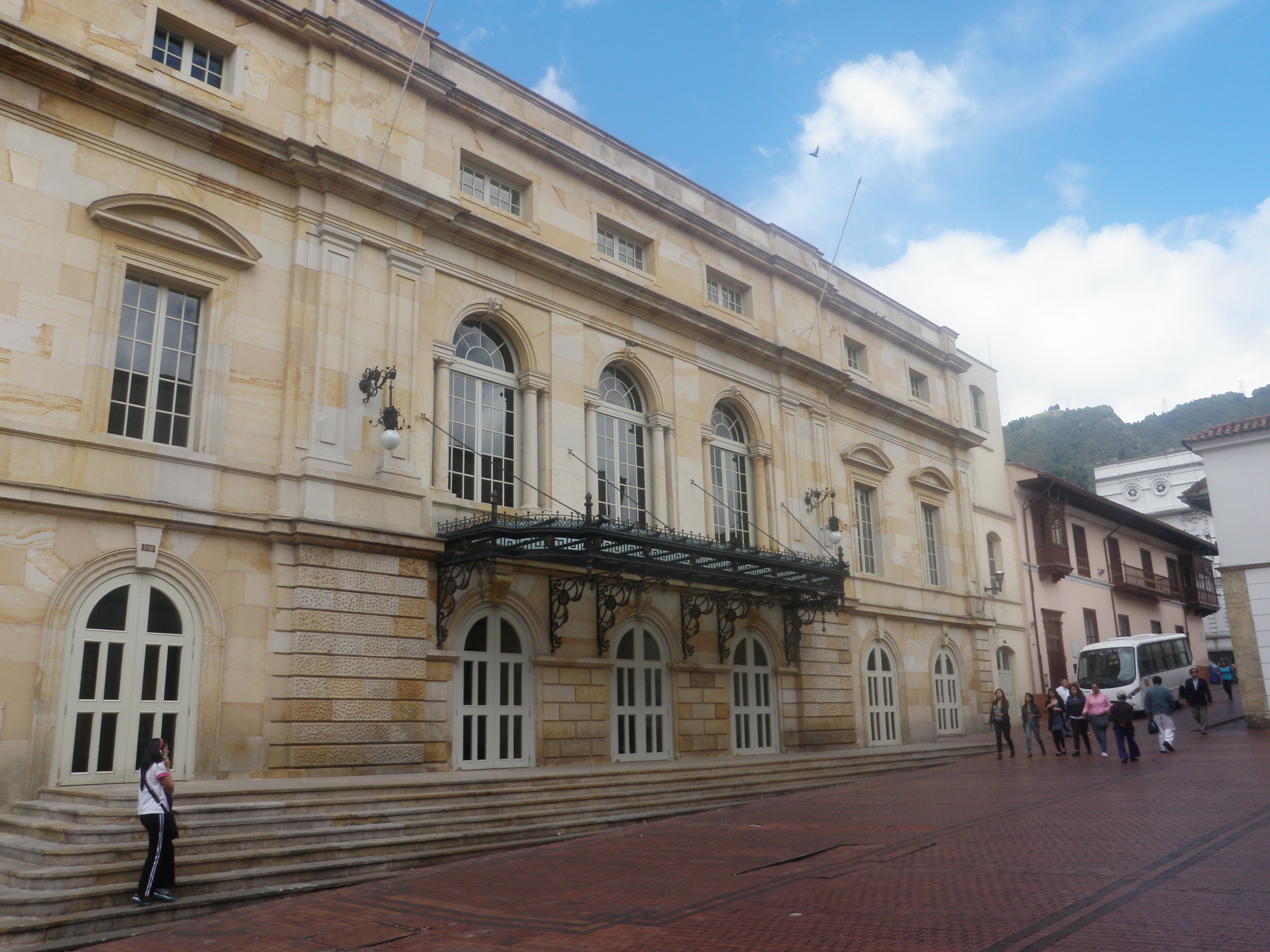
Teatro Cristobal Colón de Bogotá.

Além do Festival de Teatro Ibero-Americano, a cidade tem quarenta e cinco teatros, o principal é o Teatro Cólon e as salas do Teatro Nacional em suas duas salas (no Streer Castellana, na rua 71) e da Câmara TPB tradicional, o Teatro de La Candelaria, o teatro carmarin de Carmen (com mais de 400 anos de existência, que antigamente era um convento, em seguida, um hospital depois de hotel e restaurante e teatro agora), o Colsubsidio (privados), e um símbolo da cidade, o renovado Teatro Jorge Eliécer Gaitán, a maior capacidade atualmente na América do Sul, localizado na Sétima Avenida, no Centro Internacional de Bogotá, León de Greiff Auditório localizado na Universidade Nacional da Colômbia, tem a melhor acústica na Colômbia, onde é atualmente apresentada a Orquestra Filarmônica de Bogotá, e muitos outros eventos culturais. É também chamado Open Air Theater, "La Media Torta".[carece de fontes?]
No que diz respeito à sétima arte, a metrópole tem seu próprio festival de cinema, o Festival de Cinema de Bogotá, e muitas salas, que apresentam tanto como o melhor filme de fitas comerciais do momento, como o cinema de arte, que nos permite apreciar as realizações de vários tipos de diretores europeus, asiáticos e latino-americanos.[carece de fontes?]
O principal centro cultural da cidade situa-se no La Candelaria, o centro histórico da cidade, tem uma concentração de universidades e centros acadêmicos da América do Sul. No mesmo setor, estão os mais importantes museus da cidade, por essas e outras razões, no ano de 2007, Bogotá foi designado como a Capital cultural da Ibero-América.[carece de fontes?]

### Gastronomia

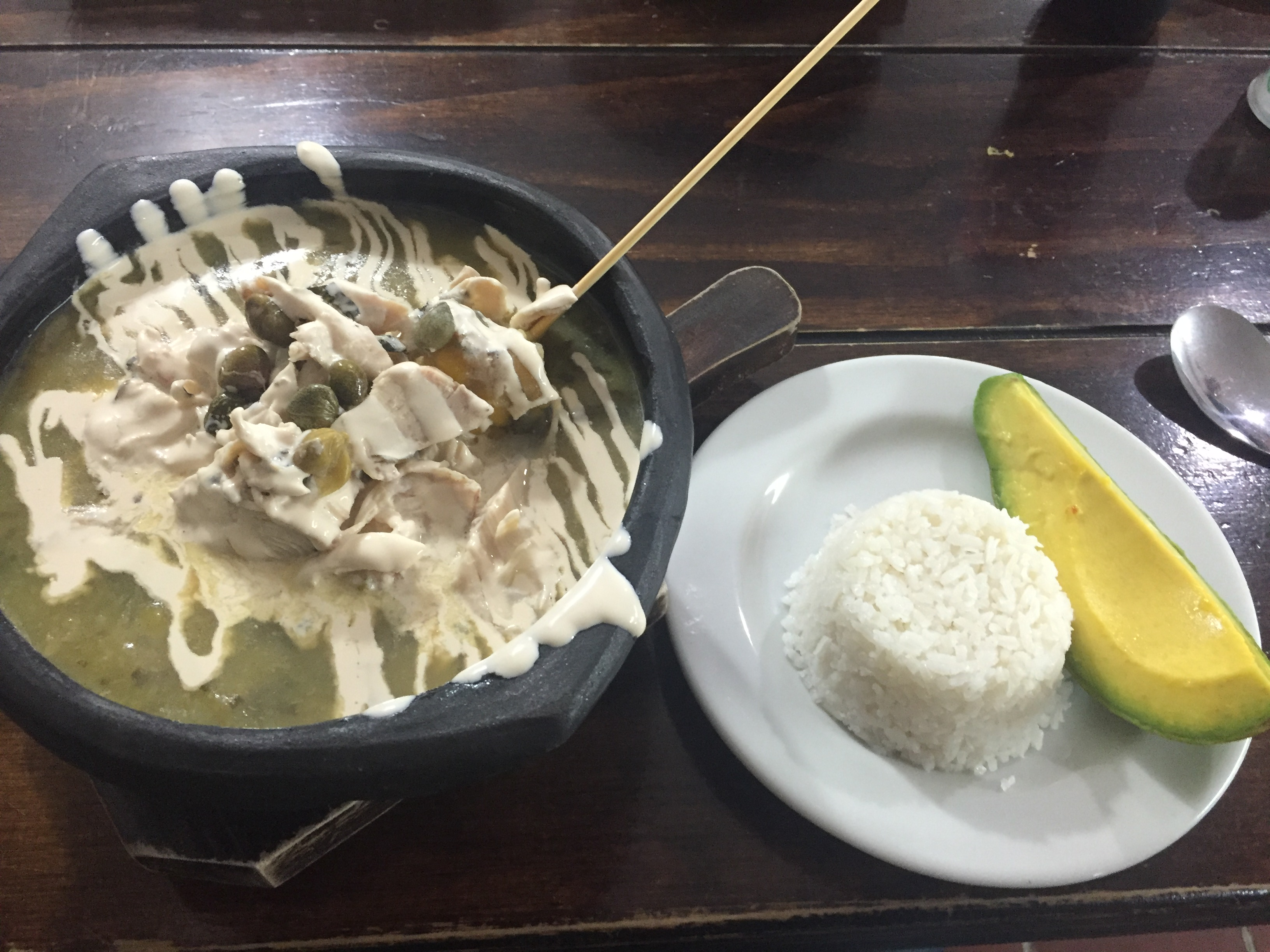
O Ajiaco é o prato mais representativo da culinária de Bogotá.

Em Bogotá é possível encontrar restaurantes típicos, internacionais e especializados em diferentes partes da cidade. Os principais setores de restaurantes internacionais estão nas regiões de Usaquén, Zona G, La Candelaria e no Centro histórico. Entre os pratos de destaque, estão o Ajiaco Santafereño, uma sopa feita com frango, batatas de diferentes variedades, milho e guascas (uma especiaria), que geralmente acrescenta creme e alcaparras e é acompanhado de abacate e um creme de frutas. É também muito tradicional comer tamales com chocolate, o Tamale colombiano é uma massa de pão de milho de carne ou frango, grão de bico, cenoura e temperos, envolto em folhas de bananeira e cozido a vapor.[carece de fontes?]
Além disso, as sobremesas da cidade também são notáveis. Figos com caramelo, morango e creme, creme de sobremesa, lanches e requeijão, melão, são os destaques. O Altiplano canelazo é uma bebida preparada com água adoçada Cundiboyacense, conhaque e canela, e servida quente. Na periferia da cidade estão localizados lugares especializados na preparação de crullers (bolos de fubá, coalhada e queijos), Changua (ovos com leite, sal e algumas especiarias) é o pequeno-almoço quintessencial de Bogotá e Cundinamarca, Carulla (farinha de milho id.), pão de mandioca (farinha de mandioca id.), aveia, cerveja e Masato (bebidas típicas da região), produtos que falam sobre os hábitos alimentares típicos da cidade.[carece de fontes?]

### Esportes

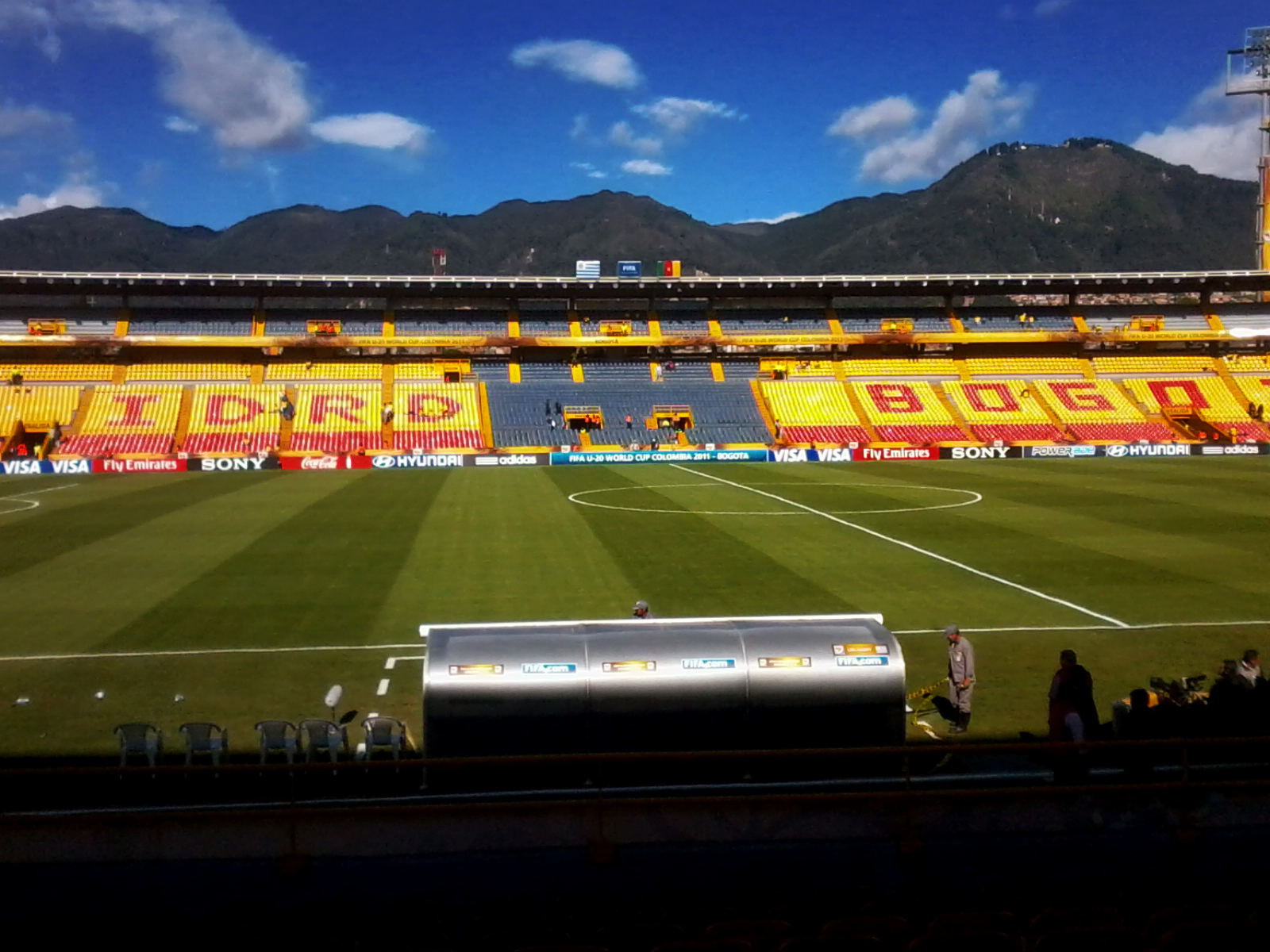
Estádio El Campín.

O Instituto Distrital de Recreação e Lazer promove recreação, esportes e bom uso dos parques, em Bogotá, cidade onde, segundo estimativas de 1998, apenas 10% das pessoas praticam esportes, e apenas 0,7% o fazem regularmente. Esta situação é compensada por iniciativas como a rede de ciclovias (Ciclorrutas), que, além de ser um meio de transporte, contribui para a prática do ciclismo, como a ciclovia que destina 120 km da rede de auto-estrada para uso exclusivo de bicicletas aos domingos e feriados, dias nos quais também são levadas jornadas de exercício e lazer a alguns bairros e parques principais da cidade.[carece de fontes?]

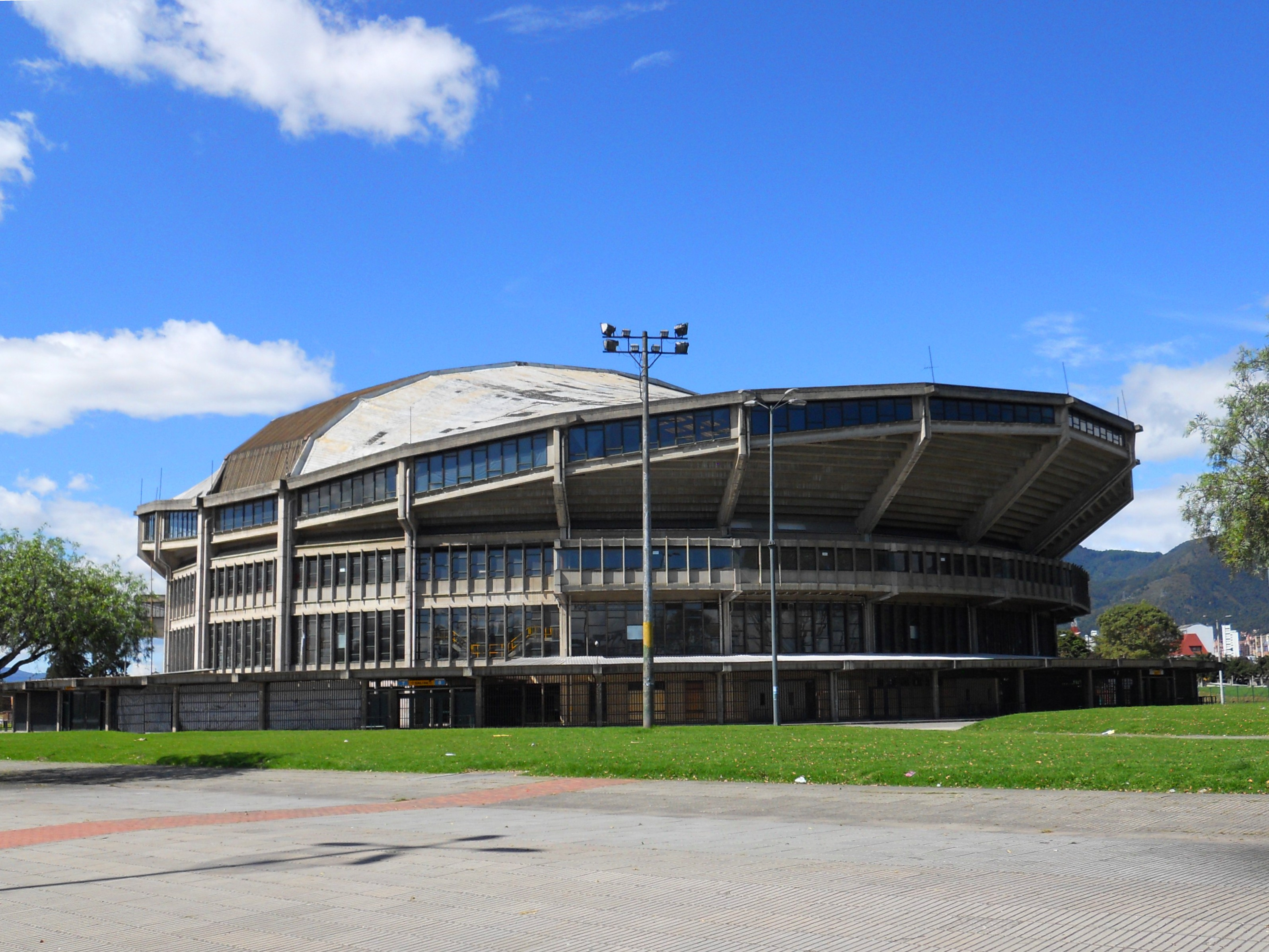
Coliseu Coberto El Campín.

O futebol de salão foi declarado esporte símbolo de Bogotá em 2004, uma vez que é a modalidade mais praticada na cidade. O futebol profissional colombiano é um evento desportivo nacional que atrai significativamente o interesse dos adeptos do esporte na cidade. Assim, dois dos clubes profissionais na cidade, Millonarios e Santa Fé tem uma base de fãs significativa. Os vente e três títulos conseguidos por estas duas equipes (Millonarios 14, Santa Fe 9) fazem de Bogotá a cidade colombiana com maior número de campeonatos ganhos, superando Cali e Medellin (com 22 cada uma). Estas duas equipes mandam seus jogos no Estádio Nemesio Camacho El Campin (mais conhecido como o Estádio El Campín), que também foi a sede da Seleção Colombiana de Futebol na Copa América de 2001, onde esta se sagrou campeã. As outras equipes da primeira divisão colombiana em Bogotá são La Equidad e Tigres F.C.[carece de fontes?]
Outros espaços desportivos importantes são o "Coliseu Coberto El Campín" (Coliseo Cubierto El Campín), o "complexo aquático do Parque Simón Bolívar" (complejo acuático del Parque Simón Bolívar), o "Palácio dos Esportes" e a "Unidade Desportiva El Salitre", que inclui o "Velódromo Luis Carlos Galán Sarmiento" (sede do Campeonato Mundial de Ciclismo em Pista de 1995) e o "Diamante El Salitre" (estádio de beisebol), entre outros.[carece de fontes?]
Bogotá foi sede dos primeiros Jogos Bolivarianos celebrado em 1938. Nos "Jogos Deportivos Nacionais da Colômbia" (Juegos Deportivos Nacionales de Colombia), a cidade foi sede em 2004, vencendo o campeonato. Foi subsede de distintos Jogos Panamericanos e Bolivarianos realizados em outras cidades do país. Além disso, a cidade tem estado presente, salvo os últimos anos, no percurso da "Vuelta a Colombia", competição de ciclismo.